# Liste der Straßen und Plätze in Berlin-Pankow

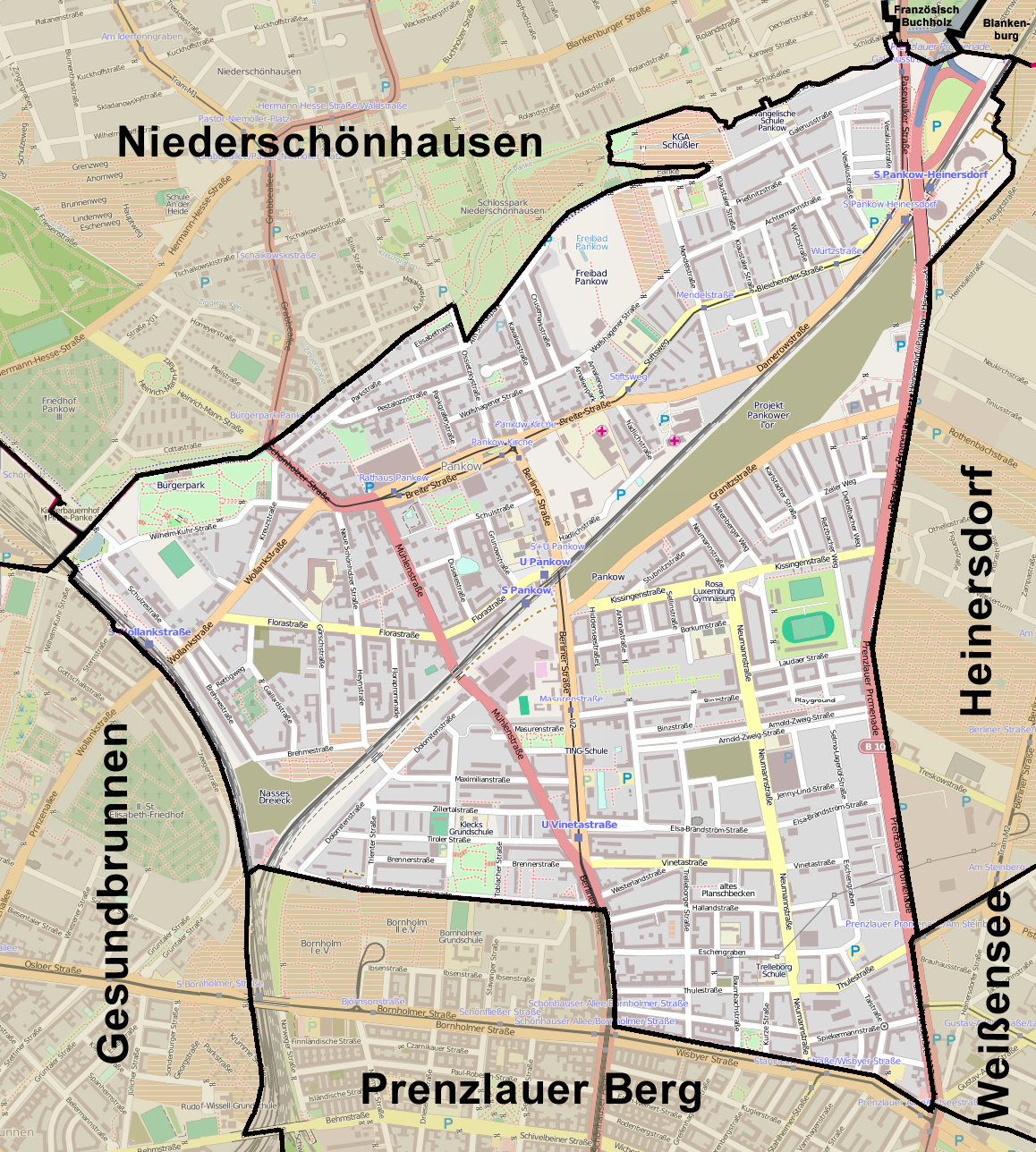
Straßensystem des Ortsteils Berlin-Pankow
(aus: OpenStreetMap)

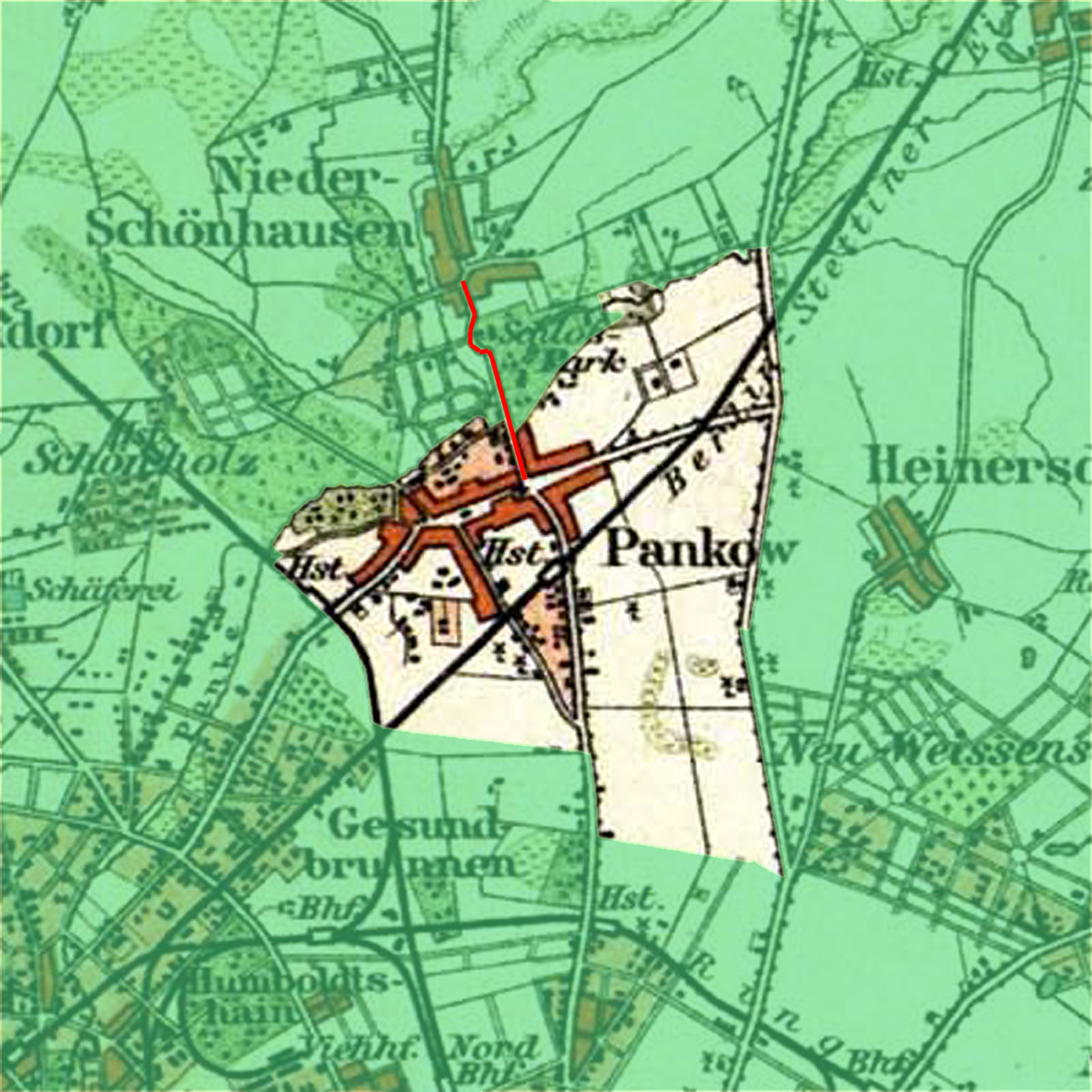
Pankow vor 1891 (in den Grenzen des heutigen Ortsteils (Alt-)Pankow):
Zu erkennen sind: Verlauf der Stettiner Bahn
vom Anger aus (heute: Breite Straße)
Süd: Mühlen- und Berliner Straße
Nord: Schloßstraße und Schönholzer Straße
(Süd-)West: Wollankstraße
Ost: Damerowstraße zur Pasewalker Straße.

Die Liste der Straßen und Plätze in Berlin-Pankow beschreibt das Straßensystem im Berliner Ortsteil Pankow mit den entsprechenden historischen Bezügen. Gleichzeitig ist diese Zusammenstellung ein Teil der Listen aller Berliner Straßen und Plätze.

## Überblick
Der Ortsteil Pankow umfasst die Postleitzahlenbereiche 13187 und 13189. Zum öffentlichen Straßennetz gehören laut amtlichem Straßenverzeichnis 116 gewidmete Straßen mit einer Gesamtlänge von 56,7 Kilometer. In den Wohnbauten entlang dieser Straßen leben 68.684 Einwohner (Stand: 31. Dezember 2024). Im Ortsteil liegen 9,3 Prozent der 604,7 Kilometer des gesamten Bezirks Pankow (einschließlich aller 13 Ortsteile). Neben dem Bezirk Steglitz-Zehlendorf (635,4 km) und dem Bezirk Treptow-Köpenick (628,1 km) verfügt der Bezirk damit über eines der längsten Straßensysteme in der Hauptstadt.
Im Jahr 1875 weist das Berliner Adressbuch (Vororte) dagegen erst elf Straßen für Pankow aus. Mit dem Wachsen der Reichshauptstadt Berlin stieg die Bedeutung und Zuwanderung in die Landgemeinde Pankow.
Pankow ist an das Fernstraßensystem in Nord-Süd-Richtung angebunden. Die B 109, als Prenzlauer Promenade mit Anschluss an die A 114, begrenzt den Ortsteil im Osten. Die B 96a, entlang der südlichen Berliner Straße, der Mühlenstraße (als Ortskernumgehung) und der Schönholzer Straße verbindet den Ortsteil mit den OT Prenzlauer Berg und Niederschönhausen. Ergänzend zur Mühlenstraße führt der nördliche Abschnitt der Berliner Straße als Hauptverkehrsstraße direkt zur Breiten Straße, dem Pankower Anger. Diese Trasse wurde 2009–2011 mit der Verbreiterung der Eisenbahnbrücke dem steigenden Verkehr angepasst. Vom Ortskern Pankows führt das historische Straßensystem mit der Damerowstraße nach Osten und der Wollankstraße nach Westen. Ergänzt wird diese Querverbindung im Berliner Norden durch die Granitzstraße, die südlich der Stettiner Bahn und durch Heinersdorf nach Weißensee führt. Am Südrand des Ortsteils verläuft der Ost-West-Verkehr über die Wisbyer Straße, die seit dem Mauerfall 1989 wieder den Verkehr zwischen Lichtenberg und Reinickendorf sowie zur Stadtautobahn übernimmt.

„Pankow, ein Pfarrdorf im Niederbarnimer Kreis […] hat 36 Häuser und 350 Einwohner, das Elisabethstift und viele Landhäuser […] Eine Chaussee mit einer Allee von Linden führt dahin.“

In Pankow werden verschiedene Viertel nach ihrer Entstehungszeit unterschieden. Das zentrale Gebiet von der Wollankstraße im Westen über den Anger bis zum Beginn der Damerowstraße gehört zum ursprünglichen Bereich der Landgemeinde. Mit der Stettiner Bahn und der Nordbahn wurden die Bereiche um die heutigen S-Bahnhöfe Wollankstraße und Pankow für die Besiedlung erschlossen und Grundstückseigentümer gaben Land für die neuen Straßen. Dafür erhielten die Straßen den Namen des Eigentümers, wie die Gaillardstraße.
Mit der weiteren Besiedlung erfolgte der Ausbau des Straßensystems um den Endpunkt der U-Bahn an der Vinetastraße. Standen noch um das Jahr 1900 Windmühlen an der Mühlenstraße, so wurde durch die Besiedlung im Nordischen Viertel am Rand von Berlin die nördliche Seite der Wisbyer Straße ausgebaut, die zu Pankow gehört. Der Ausbau nach Osten entlang der Damerowstraße und die Projektierung im Tiroler Viertel folgte. Durch die Inflation und den Ersten Weltkrieg verzögert, folgte der Ausbau der Straßen um das Pankower Krankenhaus. Dieses heutige Viertel nördlich der Bleicheroder Straße und das Kissingenviertel (Straßenbenennung 1930) haben Denkmalstatus. Am Kissingenviertel zeigt sich auch, wie die Zeitereignisse zur Planungsänderung führten, so waren Straßen geplant und bereits benannt, deren Führung so nie realisiert wurde.

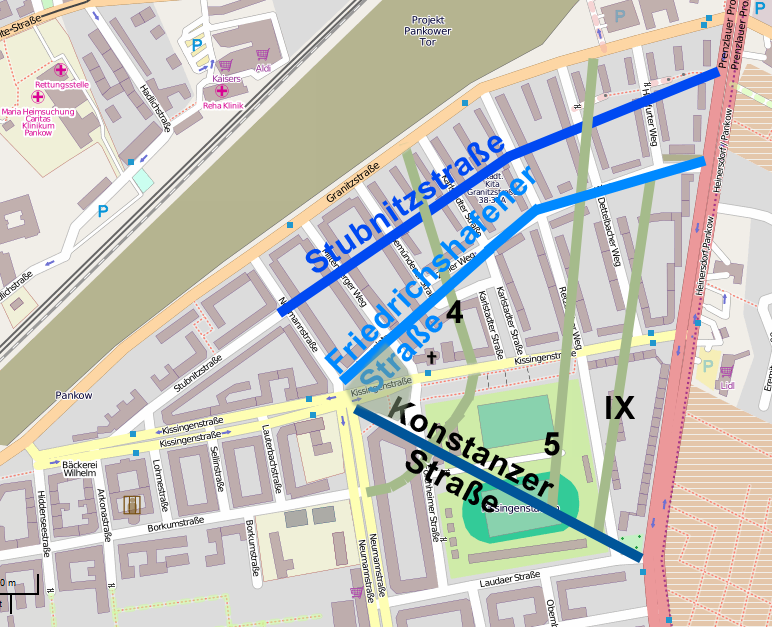
Lage der geplanten, nicht umgesetzten Straßen im Kissingenviertel 1900–1930

In den 1950er Jahren wurden zunächst Schäden infolge des Zweiten Weltkriegs behoben und Brachflächen gefüllt. In den 1960er Jahren entstanden Plattenbauten auf Freiflächen wie im Tiroler Viertel. Die Freifläche nördlich der Elsa-Brändström-Straße bis zur Binzstraße wurde in den 1970er Jahren bebaut, gefolgt in den 1980er Jahren von der Erschließung zwischen dem Krankenhausviertel um die Galenusstraße bis an die Pasewalker Straße im Nordosten. In den 2010er Jahren waren in Pankow (wie am Garbatyplatz oder zwischen Flora- und Gaillardstraße) noch freie Flächen für Lückenschließungen vorhanden und es folgte eine Eigenheimsiedlung am Killisch-von-Horn-Weg neben dem Bürgerpark.
Aus der Namensgebung der Straßen finden sich für die Bewohner Bezeichnungen für ihr Viertel, zumal diese Straßen zeitgleich eingerichtet wurden, wie für das Tiroler Viertel westlich der Mühlenstraße am Südrand von Pankow mit Straßennamen nach Orten in Tirol. Der Ausbau vom Pankower Ortskern nach Osten nördlich der Damerowstraße mit Straßennamen nach Harzorten nördlich der Bleichroder Straße teils mit Ein- und teils mit Mehrfamilienhäusern begann um 1905 und wird entlang der Galenusstraße mit den nach Medizinern benannten Straßen um das ehemalige Krankenhaus Pankow im Nordosten des Ortsteils fortgesetzt. Zeitlich einheitlich seit 1930 geplant und bebaut sowie in der Denkmalliste als Einheit geführt wird das Kissingenviertel südlich der Granitzstraße, in dem die Straßen nach Orten in Franken benannt sind. Im Südosten findet sich in Fortsetzung des Nordischen Viertels über die Wisbyer und Bornholmer Straße hinweg ein Straßensystem mit Bezug zu Skandinavien, sowohl zu Personen als auch zu Orten, wobei diese Quelle der Namensvergabe in den Neubauten seit den 1980er Jahren südlich der Arnold-Zweig-Straße aufgenommen wurde. Die Namen spiegeln auch zeitliche Zusammenhänge: so sind am Ortskern die alten Verbindungswege, zwischen Wollankstraße und Stettiner Bahn, nach Pankower Persönlichkeiten benannt, für die kurz nach 1900 neu angelegten Straßen an der Weichbildgrenze Berlins (östlich der Berliner Straße, südlich der Vinetastraße) sind Orte auf Rügen namensstiftend.

## Übersicht der Straßen und Plätze
Die nachfolgende Tabelle gibt eine Übersicht über die vorhandenen Straßen und Plätze im Ortsteil sowie einige dazugehörige Informationen.
- Name/Lage: aktuelle Bezeichnung der Straße oder des Platzes. Über den Link Lage kann die Straße oder der Platz auf verschiedenen Kartendiensten angezeigt werden. Die Geoposition gibt die Lage der ungefähren Mitte der Straßenlänge an.
- Im amtlichen Straßenverzeichnis nicht aufgeführte Verkehrswege sind mit * gekennzeichnet.
- Ehemalige oder nicht mehr gültige Straßennamen sind kursiv gesetzt. Für bedeutende ehemalige Straßen oder historische Straßennamen ist gegebenenfalls eine gesonderte Liste vorhanden.
- Länge/Maße in Metern:
Die in der Übersicht enthaltenen Längenangaben sind  gerundete Übersichtswerte, die in Google Earth mit dem dortigen Maßstab ermittelt wurden. Sie dienen Vergleichszwecken und werden, sofern amtliche Werte bekannt sind, ausgetauscht und gesondert gekennzeichnet.
Bei Plätzen sind die Maße in der Form a × b für rechteckige Anlagen und für (ungefähr) dreieckige Anlagen als a × b × c mit a als längster Seite angegeben.
Sofern die Straße auch in benachbarte Ortsteile weiterführt, gibt der Zusatz ‚im Ortsteil‘ an, wie lang der Straßenabschnitt innerhalb des Ortsteils dieses Artikels ist.
- Namensherkunft: Ursprung oder Bezug des Namens.
- Anmerkungen: weitere Informationen über anliegende Baudenkmale oder Institutionen, die Geschichte der Straße und historische Bezeichnungen.
- Bild: Foto der Straße oder eines anliegenden Objektes.

| Name/Lage                           | Länge/Maße (in Metern)         | Namensherkunft | Datum der Benennung                              | Anmerkungen | Bild |
| ----------------------------------- | ------------------------------ | --- | ------------------------------------------------ | --- | --- |
| Achtermannstraße (Lage)             | 0540                           | Achtermannshöhe, Berg im Harz | 16. Jan. 1925                                    | Die Straße verläuft zwischen Mendel- und Vesaliusstraße. Wohnanlage und Hofanlage, 1927 (Baudenkmal), Gesamtanlage Achtermann-/Bleicheroder Straße, 1922/1923 | Achtermann- Ecke Mendelstraße |
| Am Feuchten Winkel (Lage)           | 0380                           | Feuchter Winkel, ein Flurstück, jetzt auch die hiesige Kleingartenanlage                                                                                                  | 5. Juni 2001                                     | Die Straße verbindet die Prenzlauer Promenade mit der Bundesautobahn 114 am südlichen Anschluss. | Am Feuchten Winkel verläuft oberhalb der Bahnstrecke; Blick über das Ende der BAB ASt Pasewalker Straße                                                |
| Am Schloßpark (Lage)                | 0800 (im Ortsteil)             | Schlosspark am Schloss Schönhausen in Niederschönhausen | 1800                                             | Die Straße wurde zuerst als Schwarzer Weg bezeichnet und war eine vielgenutzte Verbindung nach Französisch Buchholz. Die Straße bildet die Ortsteilgrenze zu Niederschönhausen, das Gebiet nördlich der Straße gehört zum Schlosspark Niederschönhausen und ist unbebaut. Musikschule Pankow, 1893 (Baudenkmal). | Am Schloßpark, Wohnblocks im Jahre 1959 |
| Amalienpark (Lage)                  | 0120                           | Amalie von Preußen, Prinzessin von Preußen | 1897                                             | Das Gelände wurde von der Landhaus-Baugesellschaft Pankow erworben und nach Plänen des Geheimen Baurats Otto March mit einem Wohnensemble aus mehrgeschossigen Mietwohnungen bebaut (Nr. 1–8). Die Wohnanlage stellte bei ihrer Fertigstellung 1897 ein Novum dar, weil es mehrgeschossige Häuser in einzelnen Gebäuden waren, jeweils mit kleinen Gärten umgeben. Das Haus Amalienpark 4/5 wurde im Zweiten Weltkrieg teilweise zerstört. Trotz des Parks im Namen ist es eine Straße, die U-förmig von und zur Breiten Straße verläuft und eine 80 × 60 Meter gleichnamige Grünfläche umschließt. | Amalienpark von der Breiten Straße her gesehen |
| Andreas-Hofer-Platz (Lage)          | 0120 × 110                     | Andreas Hofer (1767–1810), Tiroler Freiheitskämpfer von 1809 | um 1910                                          | Der Platz, an der Esplanade gelegen, wurde bis zum Jahr 1928 im Adressbuch als unbebaut geführt. Da im Jahr 1930 „Schmuckanlage“ angegeben ist, muss er also um 1929 als Platz gestaltet worden sein. Das aktuelle Erscheinungsbild entspricht einer Parkanlage auf dem flachen Brennerberg, der von Bäumen und Gebüsch geprägt ist. Nordwärts wird er begrenzt von der Tiroler Straße, östlich von der Toblacher und westlich von der Brixener Straße. Im Volksmund heißt der Platz auch „Der Brenner“. | Blick über das Plateau nordwärts |
| Arkonastraße (Lage)                 | 0240                           | Arkona, Vorgebirge auf Rügen | vor 1905                                         | Die Straße geht von der Kissingenstraße ab. Die Bebauung entlang des Verkehrswegs begann in den 1920er Jahren; 1929 sind acht bebaute Grundstücke ausgewiesen. Sie ist eine Querstraße der Borkumstraße. | Arkonastraße, Blick von Borkumstraße nordwärts |
| Arnold-Zweig-Straße (Lage)          | 0760                           | Arnold Zweig (1887–1968), Schriftsteller | 8. Feb. 1978                                     | Die Straße wurde zusammen der Max-Lingner-Straße umbenannt und am 18. Mai 1978 eingeweiht. Angelegt wurde sie im Rahmen der Gestaltung der Freifläche südlich der Binzstraße beidseits der Neumannstraße. Die Bebauung als Straße aus den 1980er Jahren ist nicht vollendet. | Arnold-Zweig-Straße Richtung Max-Lingner-Straße |
| Asta-Nielsen-Straße (Lage)          | 0220                           | Asta Nielsen (1881–1972), dänische Schauspielerin | 14. Jan. 1999                                    | Die Straße war vor ihrer Umbenennung ein Teil der Arnold-Zweig-Straße, die hier noch nicht angelegt war. | Blick von der Jenny-Lind-Straße zur Asta-Nielsen-Straße                                                                                                |
| Baumbachstraße (Lage)               | 0330                           | Max Baumbach (1859–1915), in Berlin tätiger Bildhauer (Herrscherstatuen, beispielsweise in der Siegesallee)                                                               | 1909                                             | Der zwischen 1895 und 1909 gültige Name war Behnsenstraße. | Baumbach- Ecke Schonensche Straße, Blick nach Norden                                                                                                   |
| Benjamin-Vogelsdorff-Straße (Lage)  | 0150                           | Benjamin Vogelsdorff (1881–1961), in Pankow ansässiger Zahnarzt und jüdisches Opfer des NS-Regimes                                                                        | 9. Nov. 1994                                     | Die vergleichsweise kurze Straße, als Straße 22 eingerichtet, liegt zwischen Duseke- und Mühlenstraße, sie wurde Mitte der 1970er Jahre mit Botschaften und Residenzen bebaut. | Benjamin-Vogelsdorff-Straße 2, Kambodschanische Botschaft                                                                                              |
| Berliner Straße (Lage)              | 1570 (im Ortsteil)             | Einfallstraße nach Berlin | ca. um 1650                                      | Vom 17. Jahrhundert bis um 1895 hieß die Straße Berliner Weg (aber eher in der Trassierung der Mühlenstraße). 1824 bis um 1895 entwickelte sich die noch immer gültige Straßenführung als Berliner Chaussee, die Pankow und das Schloss Niederschönhausen in Nord-Süd-Richtung mit Alt-Berlin verband. Am nördlichen Ende stößt diese Straße direkt auf die östliche Spitze der Breiten Straße. Leicht abgeknickt kann die Ossietzkystraße als Fortsetzung gelten, südlich geht sie in die Schönhauser Allee über. Details finden sich hier: →Postamt Berlin-Pankow →Liste der Kulturdenkmale in der Berliner Straße Die Straße wurde in den Jahren 2010 bis 2012 grundhaft instand gesetzt und ausgebaut. | Berliner Straße · Villa Garbaty (2010) |
| Binzstraße (Lage)                   | 0980                           | Binz, Ort auf Rügen | um 1905                                          | Ein Straßenzug in Höhe der Binzstraße ist im Hobrecht-Plan von 1862 zu finden. | Binzstraße von der Berliner Straße westwärts |
| Bleicheroder Straße (Lage)          | 0540                           | Bleicherode, Stadt bei Nordhausen, Thüringen | um 1911                                          | Der beherrschende Komplex ist die nach Plänen von Carl Fenten und Rudolf Klante errichtete Wohngebäudeanlage aus den Jahren 1922/1923 (Baudenkmal). | Bleicheroder Straße, Blick westwärts |
| Borkumstraße (Lage)                 | 0550                           | Borkum, ostfriesische Insel | 1905                                             | Ursprünglich war ihr Verlauf wie die Binzstraße von der Berliner Straße bis zur Prenzlauer Promenade vorgesehen. Durch Planungsänderungen endet sie jedoch an der Neumannstraße. | Borkumstraße, Blick von Neumannstraße westwärts |
| Brehmestraße (Lage)                 | 0770                           | Albert Brehme (1837–1913), Pankower Steinmetzmeister, stellte hier Bauland bereit                                                                                         | 1892                                             | Von 1895 bis 1901 gab es auf dem Grundstück Brehmestraße 21/22 die Central Station der Elektrischen Bahn Pankow–Gesundbrunnen (1. Pankower Straßenbahnhof). Ab etwa 1963 bis 1990 befand sich auf dieser Straße hinter der südlichen Häuserzeile ab Wollankstraße eine Vorsicherungsanlage der Berliner Mauer. | Brehmestraße von der Wollankstraße aus |
| Breite Straße (Lage)                | 0600                           | Dorfstraße (Anger) der vormaligen Landgemeinde, erhielt durch Einbeziehung des Dorfangers bei der Besiedelung durch Berliner Bürger einen beschreibenden Namen            | um 1876 (mit Unterbrechung)                      | Sie war anfangs die Dorfstraße, vom 26. Juni 1971 bis 15. November 1991 hieß sie Johannes-R.-Becher-Straße. Bei dieser Umbenennung wurde gleichfalls ein Teil der Schulstraße einbezogen. Sie führt in zwei Fahrstreifen in West-Ost-Richtung um den noch deutlich erkennbaren Anger herum. Darauf befindet sich die Dorfkirche aus dem 15. Jahrhundert, im 19. Jahrhundert erweitert. Nunmehr heißt das denkmalgeschützte Gotteshaus Alte Pfarrkirche „Zu den vier Evangelisten“. Unter den Hausnummern 2/2a, 3a/3b, 32 und 41 sind einige Wohnhäuser als Baudenkmale erhalten. Außerdem steht das Anfang des 20. Jahrhunderts errichtete Rathaus Pankow am westlichen Ende der Breite Straße. | Wochenmarkt in der Breite Straße, 2010 · Der westliche Teil des Rathaus-Centers                                                                        |
| Brennerstraße (Lage)                | 0220 + 220                     | Brenner, Alpenpass in Tirol | um 1911                                          | Etwa auf halber Länge wird sie vom Andreas-Hofer-Platz unterbrochen. | Brennerstraße vom Hoferplatz Richtung Berliner Straße                                                                                                  |
| Brixener Straße (Lage)              | 0560                           | Brixen, älteste Stadt Tirols | um 1911                                          | Die Bebauung erfolgte mit der Errichtung des Tiroler Viertels, zur Esplanade im Norden und neben dem Plateau des Andreas-Hofer-Platzes kamen in den 1960er Jahren weitere Wohnhäuser hinzu. | Brixener Straße von der Maximilianstraße nordwärts |
| Crusemarkstraße (Lage)              | 0350                           | Crusemark, einer der ersten Siedler in Pankow | 4. Aug. 1930                                     | Die Straße liegt zwischen Wolfshagener Straße (Amalienpark) und Am Schloßpark. Der Planname bis 1930 war Straße 5 IV. Als Berliner Bürger wurde Crusemark 1438 mit zwei Höfen, einem Kossätenhof und den zugehörigen Ackerflächen belehnt. Die Bebauung der Straße wurde von Hermann Jansen geplant. | Crusemarkstraße Ecke Am Schlosspark |
| Damerowstraße (Lage)                | 1190                           | Wilhelm Damerow (1802–1891), Pankower Gutsbesitzer und Kommunalpolitiker                                                                                                  | um 1885                                          | Vor 1885 hieß sie Heinersdorfer Weg. Hier befinden sich eine Gartenlaube von 1895 und der zwischen 1901 und 1930 genutzte zweite Pankower Straßenbahnhof (Grundstück 9–11), beides Baudenkmale. | Nordseite der Damerowstraße, ab Hadlichstraße ostwärts                                                                                                 |
| Dettelbacher Weg (Lage)             | 0420                           | Dettelbach, unterfränkische Stadt bei Kitzingen | 4. Aug. 1930                                     | Die gesamte Bebauung der Dettelbacher Straße gehört zur denkmalgeschützten Wohnanlage Kissingenviertel, 1925–1936, auch die hofartigen Ausformungen Birkenhof, Kastanienhof, Tannenhof, 1930–1931. | Dettelbacher Weg, Blick von der Granitzstraße |
| Dolomitenstraße (Lage)              | 0830                           | Dolomiten, eine Gebirgskette der südlichen Kalkalpen in Trentino-Südtirol                                                                                                 | um 1910                                          | Eine geplante Verlängerung über die Mühlenstraße mit Anschluss zur Borkumstraße (Straße 1) wurde um 1925 aufgegeben. | Dolomitenstraße von der Esplanade aus |
| Dusekestraße (Lage)                 | 0320                           | altansässige slawische Familie Duczek (Duseke) | 4. Aug. 1930                                     | Sie verbindet die Schulstraße über die Benjamin-Vogelsdorff-Straße hinweg mit der Florastraße. Nr. 43: Park-Sanatorium, 1899–1900 (Baudenkmal) | Duseke- Ecke Schulstraße, Blick nach Süden |
| Eintrachtstraße (Lage)              | 0150                           | Eintracht war die Namenswahl nach Kompetenzstreitigkeiten zwischen Pankower Baufirmen                                                                                     | 1905                                             | Die Straße verläuft von der Breiten Straße zur Wolfshagener Straße. Eintrachtstraße 2–4, 7–9, Mietshausgruppe mit Vorgärten 1904–1905 (Nr. 2–4, 7–9, BD) | Eintrachtstraße, von der Breiten Straße aus |
| Elisabethweg (Lage)                 | 0200                           | Elisabeth Christine (1715–1797), Königin von Preußen | vor 1898                                         | Zuerst hieß er Feldweg zu den Pankewiesen. Er verbindet die Parkstraße mit der Ossietzkystraße in abgeknickter Nord-West-Führung. Im Adressbuch des Jahres 1898 ist hier ein Wirtshaus zum Pankgrafen angegeben. | Elisabethweg – Blick von der Ossietzkystraße |
| Elsa-Brändström-Straße (Lage)       | 1030                           | Elsa Brändström, schwedische Philanthropin, in russischen Gefangenenlagern des Ersten Weltkriegs tätig                                                                    | 27. März 1936                                    | Vor 1910 bis 27. März 1936 hieß sie Lindenpromenade. Sie bildet die Verbindung von der Berliner Straße bis zur Prenzlauer Promenade. An der Ecke Brändström-/Trelleborger Straße steht die evangelische Hoffnungskirche, nach Plänen von Walter Köppen 1912–1913 errichtet und 1913 eingeweiht. | Elsa-Brändström-Straße von der Pfarrer-Jungklaus-Straße ostwärts                                                                                       |
| Eschengraben (Lage)                 | 1240                           | nach dem hier ursprünglich vorhandenen Eschengraben | 26. Nov. 1925                                    | Vor der Benennung als Straße 25 zwischen Berliner Straße und bis zur Prenzlauer Promenade geplant. In ihrer nunmehrigen Trasse biegt sie im Neubaugebiet vor der Prenzlauer Promenade nach Norden ab. | Eschengraben an der Neumannstraße · Am Eschengraben Ecke Berliner Straße                                                                               |
| Esplanade (Lage)                    | 1000 (halbseitig im Ortsteil)  | Esplanade: ursprünglich eine freie Fläche vor einer Zitadelle. In der Gründerzeit war es ein häufig genutzter Straßenname.                                                | nach 1877                                        | Die Straße bildet die Grenze zum Ortsteil Prenzlauer Berg, zu dem die südliche Bebauung gehört. | Ehemaliges Botschaftsgebäude in der Esplanade |
| Florapromenade (Lage)               | 0370                           | Flora, römische Göttin der Blumen und Jugend | 1912                                             | Sie erhielt ihren Namen nach der bereits vorher benannten Florastraße, von der die Promenade als Querstraße nach Süden verläuft; heute reicht sie bis an die Stettiner Bahn. Unter der Hausnummer 4 befindet sich ein viergeschossiger Klinker-Verblendbau aus den Jahren 1926/1927, in dem die AOK Pankow ihre Verwaltung hatte. In der DDR-Zeit wurde das Gebäude für die Staatliche Sozialversicherung weiter genutzt. | Florapromenade, südlich von der Florastraße |
| Florastraße (Lage)                  | 1130                           | Flora, römische Göttin der Blumen und Jugend | ca. um 1892                                      | Die Straße wurde in Teilabschnitten als Hauptverbindungsstraße zwischen dem östlichen und dem westlichen Pankow angelegt. Sie sollte ursprünglich über die Wollankstraße hinaus verlängert werden. Weil die Straße durch Gärtnereien und Blumenfelder führte, wurde der Name der Blumengöttin Flora gewählt. In Höhe des S-Bahnhofs Berlin-Pankow tangiert sie den Garbátyplatz. Die gut erhaltene und denkmalgeschützte Wohnbebauung stammt größtenteils aus dem beginnenden 20. Jahrhundert. Markant an der Florastraße ist die Bahnhofsanlage mit Florastraße 22. | Florastraße, renovierte Fassaden 1989 · S-Bahnhof Pankow in der Florastraße                                                                            |
| Forchheimer Straße (Lage)           | 0310                           | Forchheim, oberfränkische Kreisstadt, alte Königsstadt | 4. Aug. 1930                                     | Die Forchheimer Straße ist nur auf der Westseite bebaut. Die Häuser (1–27 ungerade) gehören zum Gebäudeensemble (siehe Bild) Kissingenviertel, 1925–1936, das als Baudenkmal gelistet ist. | Forchheimer Straße von Laudaer Straße aus gesehen |
| Gaillardstraße (Lage)               | 0490                           | Karl Friedrich Heinrich (Charles Frédéric Henri) Gaillard (1859–1911), Pankower Grundbesitzer und Kommunalpolitiker, stellte aus seinem Grundbesitz Bauland zur Verfügung | 1903                                             | Von 1887 bis 1903 hieß die Straße Communicationsweg. Laut Adressbuch von 1894 gehörten die Häuser Florastraße Ecke Communicationsweg dem Kaufmann Gaillard. An dieser Straße (Parzelle 3) liegt der (seit 2004 stillgelegte) Friedhof Pankow II. Daneben befand sich um 1900 das Armenhaus Pankow. | Gaillardstraße, restaurierte Bürgerhäuser auf der Straßensüdseite, nahe Florastraße                                                                    |
| Galenusstraße (Lage)                | 0740                           | Claudius Galenus (genannt Galēn, um 129–199 oder 216), griechischer Mediziner                                                                                             | 1906                                             | Die Straße befindet sich am vormaligen Städtischen Krankenhaus Pankow. Innenhof und Vorgärten der Wohnanlage Krankenhausviertel, 1924–1927, sind Baudenkmale. | Galenusstraße, Südseite von der Klausthaler Straße aus                                                                                                 |
| Garbátyplatz (Lage)                 | 0130 × 50                      | Josef Garbáty (1851–1939), jüdischer Zigarettenfabrikant, dessen Firma sich an der Berliner Straße befand                                                                 | 23. Jan. 2001                                    | Er ist der Vorplatz zum S-Bahnhof Pankow entlang der Florastraße, der zuvor namenlos war. Für die geplante Verlängerung der U-Bahn nach Nordend freigehalten, erfolgte 2011 eine Bebauung der Seiten des Platzes. Von 2011 bis 2012 stand ein mobiles Ausstellungsgebäude zur Thematik „Schaustelle Berliner Straße \|Geschichte–Gegenwart–Zukunft“ hier. Der Container wurde Mitte 2012 abgebaut und wich einem Einzelhandels- und Ärztezentrum in moderner Architektur. Als dieses fertiggestellt war, gab es Proteste wegen der dunklen Fassade, die im Jahr 2013 mit einem Kompromiss beendet wurden. | Garbátyplatz |
| Gemündener Straße (Lage)            | 0400                           | Gemünden am Main, unterfränkische Stadt im Main-Spessart-Gebiet | 17. Mai 1930                                     | Die beidseitige Bebauung der Straße (Haus 1–42) gehört zur Wohnanlage Kissingenviertel (siehe Bild), 1925–1936 (Baudenkmal) | Gemündener Straße, von der Granitzstraße aus |
| Görschstraße (Lage)                 | 0400                           | Heinrich Görsch (1840–1919), Pankower Gärtnereibesitzer, der seine Spargelfelder in den 1880er Jahren zu Bauzwecken parzellierte                                          | nach 1888                                        | Im Jahr 1898 waren schon einige der insgesamt acht Parzellen bebaut. Der Verkehrsweg verbindet die Wollankstraße mit der Florastraße. Ein im 21. Jahrhundert gebautes Haus (Hausnummer 38) wurde 2009 mit dem Deutschen Fassadenpreis ausgezeichnet. Folgende Baudenkmale gibt es hier: das Hauptzollamt (Nr. 45/46) (in der DDR-Zeit Zentrale Verwaltung des VEB Kraftwerksanlagenbau und heute die Algerische Botschaft) und das Carl-von-Ossietzky-Gymnasium (Nr. 43/44). Der Schulkomplex besteht aus mehreren einzelnen Teilen, die unter Leitung von Carl Fenten und nach Plänen von Rudolf Klante und Eilert Franzen gebaut wurden. Sie stellten seinerzeit das größte Schulensemble im Berliner Raum dar, sowohl was die Bauhöhen als auch die Ausdehnung betraf. Zwischen 1950 und 1990 beherbergte das Bauensemble die Oberschule Julius Fucik, die Oberschule Arnold Zweig, die Erweiterte Oberschule Carl-von Ossietzky und eine Hilfsschule. | Carl-von-Ossietzky-Oberschule in der Görschstraße, im April 1987                                                                                       |
| Granitzstraße (Lage)                | 1280                           | Granitz, bewaldeter Höhenrücken im Südosten der Insel Rügen | ca. um 1906                                      | Die Granitzstraße ist nur auf der Südseite mit Wohnhäusern bebaut, die neueren Gewerbebauten an der Nordostecke gehören zur Prenzlauer Promenade. Die Häuser 9–42 fortlaufend gehören zum Gebäudeensemble Wohnanlage Kissingenviertel, 1925–1936 (Baudenkmal). Die Granitzstraße entlang der Bernauer Bahn war anfangs eine Privatstraße der Eisenbahn und wurde 1912 zur öffentlichen Straße ausgebaut, danach wurde sie eine Wohnstraße. Die Wohnbauten wurden von der „Gemeinnützigen Baugesellschaft“ (9–28) und „Stadt und Land“ (29–42) errichtet. Die Gartenanlagen gaben den Blöcken den Namen nach den angebauten Baumarten: Kastanienhof 29–32, Birkenhof 34–37, Tannenhof 39–42. In den 1930er Jahren befand sich in der Nummer 38 das Kinderheim Kastanienhof. Nach dem Zweiten Weltkrieg bekam die Granitzstraße in Ost-Berlin eine Bedeutung als Verbindung von Pankow nach Weißensee und Lichtenberg und seit der Wende als Ersatz zur fehlenden Nordtangente. In den 2000er Jahren wurden die zur Straße offenen Wohnblöcke mit abschließenden Wohnhäusern zur Straße nachverdichtet. | Granitzstraße-Nordseite: der ehemalige Güterbahnhof 2007                                                                                               |
| Greta-Garbo-Straße (Lage)           | 0240                           | Greta Garbo (1905–1990), schwedische Filmschauspielerin | 15. März 1999                                    | Angelegt und teilweise in den 1980er Jahren bebaut, verbindet sie die Trelleborger mit der Neumannstraße. | Greta-Garbo-Straße, westwärts von der Neumannstraße |
| Grunowstraße (Lage)                 | 0275                           | Familie Grunow alteingesessen im Niederbarnim, ein Pankower Familienmitglied stellte Grundbesitz für den Straßenbau in Pankow zur Verfügung                               | ca. um 1906                                      | Sie liegt zwischen Schulstraße (Nord) und Florastraße (Süd). Nr. 8–11: Gesundheitshaus, 1926–1928 (Baudenkmal) Nr. 17: 2. Gemeindeschule Pankow, 1903 (Baudenkmal), | Grunowstraße, sanierte Wohnhäuser von 1905 |
| Hadlichstraße (Lage)                | 0630                           | Heinrich Julius Hadlich (1844–1889), Arzt in Pankow, Vorsitzender des Bürgervereins                                                                                       | ca. um 1906                                      | 1903 bis vor 1906 hieß sie Stettiner Weg. Ein Straßenteil im überlieferten Straßenverlauf vor 1906 war auch der Weißenseer Weg. Der Vorschlag die Straße nach Garbaty zu benennen war nicht genehmigt worden. Nr. 2: Evangelisches Gemeindehaus, 1895 (Baudenkmal) Auf Hadlichstraße 3 das bis 1920 der evangelischen Kirchengemeinde gehörte befanden sich die umfangreichen Garagen der Zigarettenfabrik Garbaty. Hadlichstraße 40 (zuvor 31)gehörte seit 1904 dem 1921 verstorbenen Arzt Simon Adler, dem Schwiegersohn des Pankower Arztes Mendel. Nach diesem war Adler der Direktor des Pankower Krankenhauses. Seit den 1920er Jahren gehörte das Grundstück zu Garbaty-Rosenthal. | Blick in die Hadlichstraße von der Damerowstraße |
| Hallandstraße (Lage)                | 0570                           | Halland, historische Provinz in Schweden, an der Küste des Kattegats | 11. März 1938                                    | Im Süden grenzt Halland an Schonen (Skåne), wie hier die Schonensche Straße als Parallelstraße. Vorher (wahrscheinlich seit 1910) hieß sie Prinz-Heinrich-Straße. | Hallandstraße Ecke Berliner Straße, ostwärts |
| Hardangerstraße (Lage)              | 0120                           | Hardanger: Region in der norwegischen Provinz Hordaland | 19. Nov. 1926                                    | Die Straße wurde zunächst als Straße 29 angelegt. | Blick in die Hardangerstraße vom Eschengraben südwärts                                                                                                 |
| Harzburger Straße (Lage)            | 0100 + 100                     | Bad Harzburg, Stadt im Harz, Niedersachsen | ca. um 1906                                      | Im heutigen Verlauf ist sie gegenüber früherer Planung unvollendet geblieben; sie beginnt/endet am Platz an der Klaustaler Straße. | Harzburger Straße, Nordseite vom Klaustaler Platz westwärts                                                                                            |
| Harzgeroder Straße (Lage)           | 0120                           | Harzgerode, Stadt im Harz, Sachsen-Anhalt | 1904                                             | Diese Straße wurde nicht wie geplant angelegt; sie beginnt/endet am Platz an der Klaustaler Straße. | Harzgeroder Straße, Nordseite vom Klaustaler Platz westwärts                                                                                           |
| Hasseroder Straße (Lage)            | 0100                           | Hasserode, Ortsteil von Wernigerode, Sachsen-Anhalt | 1907                                             | Der Verkehrsweg geht ostwärts vom Platz an der Klaustaler Straße ab. Sie erschließt das Wohngebiet verkehrsmäßig. | Hasseroder Straße, Nordseite vom Klaustaler Platz ostwärts                                                                                             |
| Haßfurter Weg (Lage)                | 0190                           | Haßfurt, unterfränkische Stadt bei Bamberg | 4. Aug. 1930                                     | Die beidseitige Wohnbebauung (Häuser 1–18) gehört vollständig zum Gebäudeensemble Wohnanlage Kissingenviertel (siehe Bild), 1925–1936 (Baudenkmal) | Haßfurter Weg, Blick nach Süden von der Granitzstraße                                                                                                  |
| Heinz-Knobloch-Platz (Lage)         | 0165 × 75                      | Heinz Knobloch (1926–2003), Schriftsteller und Feuilletonist, lebte und arbeitete in Pankow                                                                               | 3. März 2005                                     | Zusammen mit der Benennung des Stadtplatzes wurde ein Gedenkstein für Knobloch enthüllt. Der Platz zwischen Samländischer und Masurenstraße enthält Spiel- und Ruheplätze. Er wird westlich von der Mühlenstraße und östlich von der Berliner Straße begrenzt. | Spielplatz auf dem Heinz-Knobloch-Platz, Blick zur Masurenstraße                                                                                       |
| Herthastraße (Lage)                 | 0170                           | germanische Göttin Nerthus (Mutter der Erde) bei Tacitus als Hertha | 1908                                             | Nördlich der Wisbyer Straße im Südosten des Ortsteils gelegen, erfolgte die Bebauung in den 1910er Jahren zusammen mit dem Nordischen Viertel (Prenzlauer Berg). | Herthastraße, Blick nach Westen zur Talstraße |
| Heynstraße (Lage)                   | 0370                           | Fritz Heyn (1849–1928), Berliner Stuhlrohrfabrikant und stellvertretender Gemeindevorsteher in Pankow                                                                     | 1891                                             | Die Heynstraße verläuft zwischen Florastraße und der ehemaligen Trasse der Stettiner Bahn. Heyn hatte große Flächen entlang der späteren Straße aufgekauft und bebauen lassen (lt. Adressbuch 1900 befanden sich noch 23 Grundstücke in seinem Besitz). In dieser Straße gibt es zahlreiche Bau- und Gartendenkmale, darunter Nr. 8: Gartenhof mit Laube, Brunnen und Gartenplastiken um 1900 hinter dem Wohnhaus, in dem die ‚Pankower Bezirkschronik‘ Räumlichkeiten bis 1989 genutzt hat. Das Gebäude gehört seit dem Umzug der Heimatgeschichtssammlung (ab 2001 ‚Freundeskreis der Chronik Pankow e. V.‘) zur Dietzgenstraße 42 im Ortsteil Niederschönhausen als Standort Heynstraße zum Museumsverband Pankow. Gezeigt wird hier der gutbürgerliche Wohnbereich der Familie Heyn in der ersten Etage, im Erdgeschoss gibt es wechselnde Sonderausstellungen. Die Stuhlfabrik befand sich in der Nachbarschaft, Heynstraße 10–15. Nr. 21–24: Ein Gebäudetrakt aus dem Jahr 1910, der als Wohnbebauung entstand und einen geräumigen Innenhof aufweist. | Heynstraße, Blick aus der Florastraße südwärts |
| Hiddenseestraße (Lage)              | 0300                           | Hiddensee, Insel westlich vor Rügen | um 1910                                          | Sie verläuft zwischen Borkumstraße und Kissingenstraße. Im Jahr 1911 wies sie 16 Parzellen auf, mit dem Hinweis Baustellen (1–14) oder Neubau durch die Diana Grunderwerbs-Gesellschaft m.b.H. | Hiddenseestraße, Blick aus der Borkumstraße zur KGA Rügen                                                                                              |
| In den Floragärten (Lage)           | 0220                           | Der Name bezieht sich auf die Nähe der Florastraße in dem sie die Gartensiedlung betont                                                                                   | 6. Juli 2012                                     | Sie ist eine Querstraße der Gaillardstraße auf dem Areal der ehemaligen Elektrokeramikfabrik. Die Straße erschließt eine Neubausiedlung und geht von der Gaillardstraße nach Osten zu den Siedlungshäusern und der Görschstraße. Diese Siedlung liegt hinter den Grundstücken der Florastraße zwischen Gaillard- und Görschstraße. Die Benennung der Privatstraße erfolgt auf Antrag und Kosten der Eigentümerin des Baufeldes für den neuen umfeldtypischen Wohnstandort mit dem Namen „Floragärten Berlin-Pankow“. Die Urbanspaces Unternehmensgruppe entwickelte für die Kondor Wessels Gruppe das Bauvorhaben an der Florastraße 5–7, Gaillardstraße 33–44 und Görschstraße 17. Die Privatstraße dient der inneren Erschließung des Areals als Ringstraße mit jeweils einem nördlich und zwei südlich abzweigenden kurzen Stichstraßen. Die Benennung dient der Sicherstellung ausreichender Orientierungsmöglichkeiten, insbesondere durch die Aufnahme in das System von Feuerwehr, Polizei, Leitungsbetrieben, Navigationssystemen und weiteren öffentlichen Trägern. Die Abfrage bei den übrigen Ämtern hatte keine gleichen Benennungsabsichten ergeben. Das Benennungsverfahren wurde entsprechend § 5 Abs. 1 Satz 2 Berliner Straßengesetz durchgeführt. Zur Straße gehören die Wohnhäuser 4–30 (gerade) und 3–41 (ungerade), sie ist als Eigentümer-Privatstraße nicht im Berliner Straßenverzeichnis aufgenommen. 1928 war im Gelände die durchgehende Rettigstraße, 1937 als Rettichweg, projektiert. Davon verblieb der Stumpf von der Görschstraße, der zur neuen Straße passt allerdings zu den Floragärten abgesperrt ist. | |
| Insel-Rügen-Weg (Lage)              | 0710                           | Ostseeinsel Rügen mit direktem Bezug zur Gartenanlage „Insel Rügen“ eG Berlin-Pankow                                                                                      | 20. Jan. 2013                                    | Der Insel-Rügen-Weg erschließt die Gartenanlage ‚Insel Rügen‘, die hinter den Wohnhäusern im Karree Borkum-/ Neumann-/ Binz- / Berliner Straße innerhalb des Wohnquartiers liegt. An der Nordostecke zur Borkumstraße steht die Filiale des Rosa-Luxemburg-Gymnasiums und die Grundschule Wolkenstein. Der Zugang zum neu benannten Privatweg erfolgt über die Binzstraße zwischen 53a/54a und 61a/62a (Katastergrundstücke 127 und 136). Den Gartenparzellen wurden Hausnummern zugeordnet 1–82 (ungerade, durch den Anlagenrand fehlen 26/34, 62, 68) und 1–81 (ungerade, ohne 19, 25/35, 65). Der Name wurde vom Bezirk Pankow für den vorhandenen Hauptweg der Siedlungs- und Gartengemeinschaft ‚Insel Rügen‘ gewidmet. „Die Benennungsabsicht wurde als Vorlage am 12. Dezember 2012 in der Bezirksverordnetenversammlung ohne Aussprache zur Kenntnis genommen. […] Die Benennung des bisher unbenannten Privatweges erfolgte auf Antrag der Eigentümerin, der ‚Insel Rügen‘ eG in Berlin-Pankow.“ Zuvor - für das Erfordernis der bestehenden Registrierung im Melderegister ausreichend - wurde über die Adresse der Anlage (Binzstraße 61b) mit Zusatz der Parzellennummer erfasst. Mit der bundesweiten Einführung des Programmsystems ALKIS in das Liegenschaftskataster wird eine Verbindung des Automatisierten Liegenschaftsbuchs (ALB) mit der Automatisierten Liegenschaftskarte (ALK) nötig. Bei der „Georeferenzierten Gebäudeadresse“ werden Gebäudebezugspunkte in der gesamten Bundesrepublik Deutschland nach einheitlichen Regeln gebildet. Grundlage für die Anforderungen der Sekundärnutzer (Feuerwehr, Polizei, Wasserbetriebe, Gasag, Planungsbüros) nach neuestem Stand der Technik ist ein flächendeckender Nachweis mit amtlich festgesetzten Grundstücksnummern. Eine Gebäudeadresse wird durch Straßenname und Hausnummer gebildet. Somit dient die Benennung des Privatweges der optimalen Orientierung im Sinne des § 5 Abs. 1 Satz 2 Berliner Straßengesetz (BerlStrG). Im Berliner Straßenregister wurde dieser Privatweg nicht aufgenommen, somit ist für alle Anforderungen die Gartengenossenschaft zuständig. | Bild gesucht BW |
| Jenny-Lind-Straße (Lage)            | 0250                           | Jenny Lind (1820–1887), schwedische Opernsängerin | 14. März 1999                                    | Östlich von der Neumannstraße erfolgte die Bebauung in den 1980er Jahren nur auf der Südseite im Zusammenhang mit der Gestaltung der Umgebung der Arnold-Zweig-Straße, die Straße selbst wurde durch Umbenennung eines Teils der Elsa-Brändström-Straße gebildet. | Jenny-Lind-Straße, Südseite mit Blick westwärts |
| Karlstadter Straße (Lage)           | 0360                           | Karlstadt, Kreisstadt in Unterfranken | 4. Aug. 1930                                     | Die beidseitige Wohnbebauung (Häuser 1–44) gehört vollständig zum Gebäudeensemble (siehe Bild) Wohnanlage Kissingenviertel, 1925–1936 (Baudenkmal). | Karlstadter Straße, 1980 · Karlstadter Straße von der Granitzstraße nach Südwest, 2011                                                                 |
| Kavalierstraße (Lage)               | 0440                           | Kavalier, zum Schloss gehörig befanden sich die Kavaliershäuser | vor 1898                                         | 1889 bis um 1897 hieß sie Lindenweg, danach Cavalierstraße in historischer Schreibweise mit „C“. Seit 1904 hat sie laut damaligem Adressbuch ihren heutigen Namen mit „K“. Kavalierhaus, um 1765 (Baudenkmal) Mietshäuser Ecke Kavalier- und Wolfshagener Straße von Emil Böttcher: Nr. 9 (Baudenkmal) und Nr. 11 | Kavalierstraße, von Am Schloßpark südwärts |
| Killisch-von-Horn-Weg (Lage)        | 0188                           | Hermann Killisch-Horn (1821–1886), Pankower Persönlichkeit, kaufte 1856 ein Grundstück an der Panke und ließ eine Parkanlage einrichten, den heutigen Bürgerpark          | 9. Sep. 2008                                     | Der Weg ist eine Nebenstraße der Wilhelm-Kuhr-Straße gegenüber dem Bürgerpark, eine verkehrsberuhigte Wohnstraße mit Siedlungshäusern, zur Pichelswerder Straße hin unterbrochen. | Blick in die Eigenheimsiedlung vom Bürgerpark ostwärts                                                                                                 |
| Kissingenplatz (Lage)               | 0105 × 70                      | Bad Kissingen, unterfränkische Kreisstadt | 1906                                             | Der Kissingenplatz liegt etwa in der Mitte der Kissingenstraße und wird von der 1909 eingeweihten Georgskirche (siehe Bild) dominiert. Die Häuser 1–13 auf der nördlichen Seite um die Kirche gehören zum Gebäudeensemble der Wohnanlage Kissingenviertel, ein Baudenkmal aus den Jahren 1925–1936 (Baudenkmal). | Georgskirche |
| Kissingenstraße (Lage)              | 1050                           | Bad Kissingen, Kreisstadt in Unterfranken | 1906                                             | Sie diente als weitere Verbindung zwischen der Berliner Straße und der Prenzlauer Promenade und wurde um 1900 angelegt, blieb jedoch noch bis in die 1920er Jahre weitestgehend unbebaut. Erst im Zeitraum 1925–1936 wurden alle Straßen im Gebiet in einer einheitlichen Planung mit Wohnhäusern bebaut und bilden die Wohnanlage Kissingenviertel (Baudenkmal), wobei von der Kissingenstraße selbst nur die Häuser 21a–24a und 29–36 fortlaufend diesen Denkmalstatus haben. Unter der Nummer 5/6 fällt ein wuchtiger Bau in Formen des fränkischen Barock auf, der 1902–1906 nach Entwürfen von Paul Thoemer und Rudolf Mönnich als Stadtgericht Pankow gebaut wurde, heute ein Standort des Amtsgericht Pankow (siehe Bild). Nr. 12: hier steht ein weiteres denkmalgeschütztes Schulgebäude, 1906/1907 als Realgymnasium entstanden. | Amtsgericht Pankow, Ecke Kissingen- und Arkonastraße                                                                                                   |
| Klaustaler Straße (Lage)            | 0650                           | Im Jahr 1929 für vorzugswürdig gehaltene Schreibweise (Entfernung des nicht mehr zeitgemäßen „th“ und des romanischen „C“) von Clausthal, einer Bergstadt im Harz         | ca. um 1929                                      | Vor 1911 bis um 1929 hieß sie Clausthaler Straße. Die Wohnbebauung dieser Straße besteht im nördlichen Teil aus Mehrfamilienhäusern, südlich der Bleicheroder Straße schließt sich eine Eigenheimbebauung an und um die platzartige Erweiterung südlich der Harzburger Straße folgen wieder Mehrfamilienhäuser, wobei die Bebauung zeitlich von Nord nach Süd erfolgte. | Siedlungshäuser der Klaustaler Straße zwischen Achtermann- und Bleichröder Straße                                                                      |
| Kreuzstraße (Lage)                  | 0450                           | erster Gemeindefriedhof Pankows mit Kapelle befindet sich hier | um 1880                                          | Die Kreuzstraße ist „eine schräg von der Wollankstraße zur Schönholzer Straße führende uralte Verbindungsstraße zum Schloß Niederschönhausen. Eine ähnliche Richtestraße zum Schloß Niederschönhausen ist an der Berliner Straße die Mühlenstraße“ Sie liegt als Einbahnstraße an der Schönholzer Straße in Südführung zur Einmündung der Parkstraße. Auf dem Nordwestabschnitt tangiert sie den Bürgerpark Pankow. „Die Kreuzstraße dürfte ihren Namen daher tragen, daß sie sicher die erste Straße war, die im Westen des Dorfes Pankow die Dorfstraße und den alten Triftweg zur Jungfernheide jetzige Breite Straße und Wilhelm-Kuhr-Straße, frühere Spandauer Straße kreuzte. Möglicher ist aber auch, daß sie wegen des an ihr liegenden Friedhofs, auf dem nach alter Sitte viele eiserne Kreuze aufgestellt waren, benannt wurde.“ Nr. 4: Wohnhaus, Gaststätte, Saalbau um 1880 (Baudenkmal) Nr. 6–8: Pankower Gemeindefriedhof I, 1841 (umgebaut 1908) (Gartendenkmal), Nr. 16: Stadtvilla um 1880 (Baudenkmal), | Blick auf die Kreuzstraße aus dem Friedhof Pankow I |
| Kurze Straße (Lage)                 | 0220                           | nach der Länge der Straße | vor 1898                                         | Die Straße zwischen der Wisbyer Straße und der Thulestraße kreuzt die Schonensche Straße. Die Bebauung erfolgte im Zusammenhang mit dem Nordischen Viertel zwischen Pankow und Prenzlauer Berg vor dem Ersten Weltkrieg. Im Adressbuch 1900 ist sie als unbebaut genannt. „Eine wirklich kurze Straße, diese Verbindungsstraße zwischen der Kaiser-Wilhelm-Straße und der Wisbyer Straße. Kohlenplätze, eine Melkerei und Garagen bilden die ganze 1906 angelegte Straße, in der u. a. die bekannte Firma Zuntz sel. Witwe Grundbesitz hat.“ (1936) | Kurze Straße, von der Wisbyer Straße nordwärts |
| Laudaer Straße (Lage)               | 0380                           | Lauda, Weinstadt in der historisch als Tauberfranken bekannten Weinregion                                                                                                 | 4. Aug. 1930                                     | Die südliche Wohnbebauung (Häuser 2–40 gerade) gehört zum Bauensemble Wohnanlage Kissingenviertel (siehe Bild), 1925–1936 (Baudenkmal) | Laudaerstraße, von der Neumannstraße ostwärts |
| Lauterbachstraße (Lage)             | 0130                           | Lauterbach, Ortsteil der Stadt Putbus auf Rügen | 1910                                             | Sie liegt zwischen Kissingen- und Borkumstraße. | Lauterbachstraße, von der Borkumstraße nordwärts |
| Lohmestraße (Lage)                  | 0130                           | Lohme, Gemeinde auf Rügen | um 1904                                          | Sie liegt zwischen Kissingen- und Borkumstraße. | Lohmestraße, von der Borkumstraße nordwärts, links im Bild das Amtsgericht                                                                             |
| Lunder Straße (Lage)                | 0120                           | Lund, Stadt in der historischen Provinz Schonen, Schweden | 4. Aug. 1930                                     | Die Straße liegt zwischen der Thulestraße und dem Eschengraben. Die Bebauung erfolgte im Zusammenhang mit dem Nordischen Viertel zwischen Pankow und Prenzlauer Berg vor dem Ersten Weltkrieg. | Lunder Straße, von Eschengraben südwärts |
| Masurenstraße (Lage)                | 0200                           | Masuren, Region im früheren Ostpreußen, heute Polen | 1906                                             | Der Name wurde auf Wunsch des damaligen Pankower Bürgermeisters Kuhr, der aus Ostpreußen stammte, vergeben. Der Verkehrsweg verläuft zwischen der Mühlenstraße (West) und der Berliner Straße (Ost). Nur die Nordseite der Straße ist bebaut, die Südseite tangiert den Heinz-Knobloch-Platz. | Masurenstraße, von der Mühlenstraße ostwärts |
| Max-Koska-Straße (Lage)             | 0140                           | Max Koska (1865–1936), erster Vorsitzender des Beamten-Wohnungs-Vereins in Berlin                                                                                         | 1912                                             | Die Straße, deren Bebauung im Auftrag des Wohnungsvereins erfolgte, verläuft von der Wisbyer zur Spiekermannstraße; das Haus Nr. 4 gehört noch dazu und bildet mit der Rückseite der Spiekermannstraße die Begrenzung der Grünanlagen im Hof. In einer Quelle heißt es: „[…] und wurde 1919 angelegt. Sämtliche Häuser sind vom Beamten-Wohnungs-Verein in Berlin eGmbH erbaut worden (1936). Ihren Namen trägt die Straße nach Geheimrat Max Koska geb. am 2. 8. 1865 in Berlin, z. Zt. wohnhaft in Potsdam, dem ersten Vorsitzenden des vorgenannten Vereins. – Hier ist ein schönes ruhiges Wohnviertel geschaffen worden.“ | Max-Koska-Straße, von der Ecke Wisbyer Straße aus gesehen                                                                                              |
| Max-Lingner-Straße (Lage)           | 0370                           | Max Lingner (1888–1959), Maler, Grafiker und Widerstandskämpfer gegen das NS-Regime, Ehrengrab auf Friedhof Pankow III                                                    | 8. Feb. 1978                                     | Die Straße beginnt an der Binzstraße und geht in das Neubauviertel Arnold-Zweig-Straße hinein. | Max-Lingner- Ecke Binzstraße, Blick südwärts |
| Maximilianstraße (Lage)             | 0660                           | Maximilian I. von Habsburg, genannt Der letzte Ritter (1459–1519), deutscher Kaiser                                                                                       | nach 1877                                        | Sie war die Zugangsstraße zum Tiroler Viertel, dessen Bebauung um 1880 begann, im Jahr 1885 waren gerade einmal drei Häuser fertiggestellt, die nach ihren Eigentümern Cohn, Schönburg und Taubenheim benannt wurden. Noch im Jahr 1890 endete die Straße auf freiem Feld. 1900 war sie bis zum Grundstück Nr. 15 bebaut. Zwischen 1925 und 1930 ließ die Pankower Heimstätten-Gesellschaft die Wohntrakte Nr. 16–25 (sowie weitere in der Dolomitenstraße und Brixener Straße) als viergeschossige ockergetönte Wohnmietshäuser errichten. | Maximilianstraße, über die Mühlenstraße westwärts gesehen                                                                                              |
| Mendelstraße (Lage)                 | 0670                           | Emanuel Mendel (1839–1907), jüdischer Pankower Arzt, nahm Einfluss auf den Bau des Pankower Bezirkskrankenhauses                                                          | 1893                                             | Vom 17. September 1938 bis 30. Juli 1947 hieß sie Elmstraße nach dem niedersächsischen Bergrücken Elm. Die Umbenennung in der NS-Zeit erfolgte, weil Mendel Jude war. Nr. 41: Gartenhof mit Brunnen, Vorgarten und Einfriedung, um 1900 (Gartendenkmal) Gesamtanlage von 1922 bis 1923 (Baudenkmal) Nr. 54: Sonderpädagogische „Schule an der Strauchwiese“ mit einem großen Spielplatz. | Mendelstraße, Blick nach Süden von der Strauchwiesenschule                                                                                             |
| Miltenberger Weg (Lage)             | 0270                           | Miltenberg, Kreisstadt in Unterfranken | 17. Mai 1930                                     | Die beidseitige Wohnbebauung (Häuser 1–21) gehört vollständig zum denkmalgeschützten Gebäudeensemble Wohnanlage Kissingenviertel (siehe Bild), 1925–1936. | Miltenberger Weg von der Granitzstraße südwärts |
| Mühlenstraße (Lage)                 | 1350                           | Hier befanden sich bis um 1900 Windmühlen | 1875                                             | Bis 1875 hieß sie Mühlenweg und war die ursprüngliche Verbindungsstraße von Alt-Berlin in die nördliche Umgebung. Noch um 1900 standen im Gebiet der Ötztaler Straße Windmühlen bis zur Bebauung der Flächen. Die Mühlenstraße gehört zur B 96a, der Umfahrung des Pankower Zentrums. Nr. 11: früheres Großhandelslager und Mälzerei der Schultheiß-Brauerei aus den 1880er Jahren, das sich bis an die Neue Schönholzer Straße erstreckt. Nr. 24: Caragiale-Bibliothek, 1896 (Baudenkmal). | Mühlenstraße von Zillertalstraße mit Blick U-Bahnhof Vineta                                                                                            |
| Neue Schönholzer Straße (Lage)      | 0410                           | Schönholz, westliche Ortslage im Bezirk Pankow | vor 1900                                         | Sie verläuft in Nord-Süd-Richtung zwischen Breite Straße und Florastraße, im Jahr 1900 zwischen Breite Straße und Wollankstraße. Die Parzellen 1–8 gehörten seinerzeit dem Gärtner A. Bullrich. Drei Gebäude sind im 21. Jahrhundert Baudenkmale: Nr. 10: ehemalige Hilfsschule aus dem Schulkomplex Görschstraße, Nr. 32: Oberrealschule und Turnhalle, 1898–1900 (bis 1989 Oberschule ‚Cäsar Horn‘) und Nr. 36: ein Erweiterungsbau zum Rathaus Pankow. | Neue Schönholzer Straße, in Verlängerung der Heynstraße über die Florastraße nordwärts gesehen                                                         |
| Neumannstraße (Lage)                | 1650                           | Friedrich Neumann (1825–1908), Pankower Schlachtermeister, letzter ehrenamtlicher Ortsvorsteher des Amtsbezirkes Pankow                                                   | nach 1889                                        | Die Straße verlief zwischen der Weichbildgrenze und der Kaiser-Friedrich-Straße. Sämtliches Bauland befand sich um 1898 im Eigentum der Immobilien-Verkehrs-Bank. Die beidseitige Wohnbebauung nördlich der Kissingenstraße und die östliche Bebauung nördlich der Laudaer Straße sowie das dortige Eckhaus Nr. 16 (Häuser 16–54) gehören zum Gebäudeensemble Wohnanlage Kissingenviertel, 1925–1936 (Baudenkmal). | Neumannstraße |
| Nordbahnstraße (Lage)               | 0400 (im Ortsteil, halbseitig) | Die Berliner Nordbahn verläuft auf dem Bahndamm unmittelbar am nördlichen Straßenrand                                                                                     | ca. um 1887                                      | Nur die Bahnanlage auf dem Bahndamm unmittelbar neben der Straße gehört zum Ortsteil. Die Nordbahnstraße gehört von der Pankebrücke bis zur Wilhelm-Kuhr-Straße zu Reinickendorf. Bis zur Wollankstraße gehören Fußwege und Fahrstraße einschließlich südlicher Bebauung zum Ortsteil Gesundbrunnen, die nördliche Straßenseite zum Ortsteil Pankow (Bahnstrecke auf einem geschosshohen gemauerten Bahndamm). Der S-Bahnhof Wollankstraße liegt auf Pankower Flur, der Bahnhofsausgang mündet auf die Nordbahnstraße, insbesondere befindet sich der Ausgang an der Wollankstraße direkt in der Flucht des Bahndamms. Bis zum Mauerbau lag der gesamte Bahnhof in Ost-Berlin, verlassen wurde er zum Fußsteig in West-Berlin. Das einzige Gebäude auf der Straßennordseite ist der (westlicher gelegene) S-Bahn-Ausgang Sternstraße, der ebenfalls in Gesundbrunnen liegt. | Nordbahnstraße: Die Bahndammmauer des S-Bahnhofs Wollankstraße vom Ausgang Sternstraße · Nordbahnstraße: S-Bahnhof Wollankstraße von der Wollankstraße |
| Obernburger Weg (Lage)              | 0130                           | Obernburg, Stadt in Unterfranken | 4. Aug. 1930                                     | Die an die Laudaer Straße grenzenden Häuser Nr. 12 und 13 gehören zum Gebäudeensemble Wohnanlage Kissingenviertel, 1925–1936 (Baudenkmal). | Obernburger Weg, von der Binzstraße nordwärts |
| Ötztaler Straße (Lage)              | 0200                           | Ötztal, Seitental des Inns in Tirol | 16. Jan. 1925                                    | Vor der Benennung wurde sie als Straße 5 geführt. Die Straße ist durch die Fläche einer Kindertagesstätte unterbrochen. | Ötztaler Straße, von der Mühlenstraße westwärts |
| Ossietzkystraße (Lage)              | 0480                           | Carl von Ossietzky (1889–1938), Journalist, Schriftsteller und Pazifist                                                                                                   | 25. Mai 1948                                     | Von um 1877 bis 25. Mai 1948 hieß sie Schloßstraße. Die Straße führt von der Breite Straße zum Eingang des Schlossparkes. | Ossietzkystraße, Neubau 1957 |
| Pankgrafenstraße (Lage)             | 0170                           | Pankgraf, Angehöriger der „Alten Pankgrafen-Vereinigung von 1381“ | um 1912                                          | Unter der Nummer 1 ist das Baudenkmal ‚Orangerie‘ aus dem Jahr 1855 erhalten. | Pankgrafenstraße von der Ecke Pestalozzistraße |
| Paracelsusplatz (Lage)              | 0100 × 70 m²                   | Paracelsus (1494–1541), schweizerisch-österreichischer Arzt und Alchemist                                                                                                 | 15. Dez. 2016                                    | Die schon seit Beginn des 20. Jahrhunderts wohnungsnahe Grünanlage an der Paracelsus-, Achtermann-, Prießnitzstraße war viele Jahrzehnte namenlos. Erst auf Drängen der Anwohner vergab das Bezirksamt 2016 den Namen Paracelsusplatz. Die Bewohner der umliegenden Straßen stellten gemeinschaftlich den Antrag zur Namensverleihung. Das Krankenhaus-Wohnviertel folgte dem um 1900 errichteten Krankenhaus Pankow. Die Namenswahl orientierte sich an den angrenzenden Straßen mit Namen berühmter Mediziner. Nach Theophrastus Bombastus von Hohenheim, genannt Paracelsus, wurde der inmitten der Paracelsusstraße liegende und als Grünanlage gestaltete Platz zwischen Prießnitz- und Achtermannstraße schon lange inoffiziell genannt. Die statistische Schlüsselnummer lautet: 10989. Der Platz hat keine direkten Anlieger. | |
| Paracelsusstraße (Lage)             | 0440                           | Paracelsus (1493–1541), Arzt, Alchemist und Philosoph | 18. Feb. 1927                                    | Die Straße befindet sich nahe dem Pankower Bezirkskrankenhaus. | Blick über den sogenannten „Paracelsus-Platz“ von der Achtermannstraße nordwärts                                                                       |
| Parkstraße (Lage)                   | 0700                           | nach der Nähe zum Schlosspark von Niederschönhausen | nach 1872                                        | Sie wurde zwecks Wohnbebauung parallel zur Panke angelegt und verläuft zwischen der Schönholzer und der Ossietzkystraße. Sie ist mit Stadtvillen, vorwiegend aus der Gründerzeit, bebaut. In der Parkstraße 5 ist eine Gedenktafel für Paul Nipkow, Erfinder der Nipkow-Scheibe, angebracht. Hier steht auch die katholische Herz-Jesu-Kapelle, heute ein Baudenkmal, die aus einem früheren Gartenhaus entstand. | Parkstraße |
| Pasewalker Straße (Lage)            | 0500 (im Ortsteil)             | Pasewalk, Stadt in Vorpommern bei Greifswald, Mecklenburg-Vorpommern | um 1830, im Ortsteil jedoch erst 16. Januar 2001 | Seit ca. 1788 hatte der Verkehrsweg zunächst in der gesamten Länge Prenzlauer Chaussee geheißen, später wurde der außerhalb von Pankow liegende Teil (nördlich der Panke bzw. der Löffelbrücke) Pasewalker Straße benannt. In Letztere wurde am 16. Januar 2001 schließlich auch die restliche Prenzlauer Chaussee (südlich der Panke) einbezogen, sodass seitdem der gesamte Verlauf den Namen Pasewalker Straße trägt. | |
| Paule-Panke-Straße (Lage)           | 0250                           | Paule Panke, Titelfigur des Rockspektakels der Band Pankow | 1. Nov. 2021                                     | Die Privatstraße verbindet die Damerowstraße mit der Hadlichstraße. | |
| Pestalozzistraße (Lage)             | 0470                           | Pestalozzi (1746–1827), Schweizer Pädagoge, Schul- und Sozialreformer | 1872                                             | Die Pestalozzistraße verbindet die Schloßstraße mit der Parkstraße, auf zehn Morgen Land wurde 1850 das erste Pestalozzistift hier erbaut. | Pestalozzi- Ecke Pankgrafenstraße, westwärts |
| Pfarrer-Jungklaus-Straße (Lage)     | 0130                           | Rudolf Albert Felix Jungklaus (1882–1961), evangelischer Theologe (Pfarrstelle: Hoffnungskirche).                                                                         | 15. März 1999                                    | Die Benennung erfolgte im Zusammenhang mit der Anlage eines neuen Straßensystems in den 1980er Jahren für weitere Wohnbauten. | Pfarrer-Jungklaus-Straße Ecke Greta-Garbo-Straße |
| Pichelswerderstraße (Lage)          | 0100                           | Pichelswerder, Flusshalbinsel der Havel in Spandau | um 1914                                          | Die Straße in der Landgemeinde Pankow wurde etwas später als die gleichnamige Straße im damals noch selbstständigen Spandau benannt. | Pichelswerder Ecke Wollankstraße, Blick westwärts |
| Pradelstraße (Lage)                 | 0150                           | Gustav Pradel (1860–1912), Pankower Gemeindevertreter und Besitzer der Willner-Weißbier-Brauerei                                                                          | um 1914                                          | Die westliche Querstraße zur Wollankstraße bis zum Rettigweg gehört zur ursprünglichen Bebauung aus der Gründerzeit östlich der Wollankstraße zum Pankower Zentrum hin. Ein auffälliges Gebäude ist das ‚Lutherhaus‘ unter der Hausnummer 11, das 1930 nach Plänen von Rudolf Klante unter Mitarbeit von Ernst Christian Pfannschmidt entstand. Es wurde mit seinem großen Saal und der Gestaltung mit biblischen Motiven als Gemeindehaus der evangelisch-lutherischen Kirche genutzt. | Pradel- Ecke Wollankstraße |
| Prenzlauer Promenade (Lage)         | 3000 (halbseitig im Ortsteil)  | Prenzlau, Kreisstadt in der Uckermark, Brandenburg | 1912                                             | Von 1788 bis 1906 hieß sie Pasewalker Straße, bis 1908 Uckermärkische Straße, bis 1912 Uckermarkstraße. Sie ist eine Ein- und Ausfallstraße in Richtung Prenzlau. Bis zur Thulestraße gehört nur die westliche Bebauung zum Ortsteil Pankow, die Straße liegt in Weißensee. Ab Thulestraße bis zum Autobahnbeginn gehören die Fahrbahnen zu Pankow, die östliche Bebauung zum Ortsteil Heinersdorf. Die westliche Bebauung von der Binzstraße bis zur Granitzstraße (Häuser 107–144) bildet einen Teil des Gebäudeensembles Kissingenviertel, 1925–1936 (BD.) In der Denkmalliste gesondert aufgeführt sind die Häuser Nr. 129–153 als Wohnanlage 'Zeppelin' mit Freiflächen, von 1930–1931 (Baudenkmal). | Prenzlauer Promenade Ecke Kissingenstraße, Neubauten 1952 · Sicht von der Weißenseer Seite auf die Pankower Lage nordwärts                             |
| Prießnitzstraße (Lage)              | 0570                           | Vincenz Franz Prießnitz (1799–1851), schlesischer Naturheilkundiger, Kaltwasserkur                                                                                        | 18. Feb. 1927                                    | Die Straße wurde im Jahr 1911 angelegt aber nicht bezeichnet. Sie befindet sich nahe dem Pankower Bezirkskrankenhaus. | Prießnitzstraße, Blick von der Klaustaler Straße ostwärts                                                                                              |
| Rettigweg (Lage)                    | 0140                           | Ernst Carl Theodor Rettig (1820–1892), Pankower Pfarrer | 20. Mai 1937                                     | Ab circa 1908 bis 1937 war es die Rettigstraße. Die Namensänderung erfolgte am selben Tag wie im Bezirk Schöneberg die Umbenennung der damaligen Mühlenstraße (heute Dominicusstraße) in „Reppichstraße“, sodass die akustische Verwechslungsmöglichkeit die Änderung des Namens Rettigstraße motiviert haben dürfte. Auf der Karte von 1894 ist sie als Seitenstraße des Communicationsweges enthalten. | Blick in den Rettigweg von der Ecke Gaillardstraße |
| Retzbacher Weg (Lage)               | 0400                           | Retzbach, Ortsteil des Markts Zellingen in Unterfranken | 15. Dez. 1930                                    | Der Retzbacher Weg ist nördlich der Kissingenstraße beidseitig bebaut und südlich nur einseitig auf der östlichen Seite, da sich gegenüber die Sportanlagen des Kissingenstadions befinden. Die gesamte Bebauung (Häuser 4–86 gerade und 39–83 ungerade) gehört zum Gebäudeensemble Kissingenviertel (siehe Bild), 1925–1936.(Baudenkmal) | Retzbacher Weg von der Granitzstraße aus gesehen |
| Samländische Straße (Lage)          | 0160                           | Samland, Halbinsel in der Ostsee | um 1910                                          | Die Straße liegt zwischen der Mühlenstraße und der Berliner Straße südlich des in den 2000er Jahren benannten Heinz-Knobloch-Platzes. | Samländische Straße, mit Blick Mühlen- zur Berliner Straße                                                                                             |
| Schönholzer Straße (Lage)           | 0290                           | Schönholz, Ortslage im Westen von Niederschönhausen, Bezirk Pankow | 1862                                             | Die Straße gehört als Weg nach Schönholz zum Gründungsgebiet der Landgemeinde Pankow und ist entsprechend beidseits mit Häusern aus der Gründerzeit bebaut. | Ecke Schönholzer/Parkstraße, südwärts |
| Schönhauser Allee (Lage)            | 0070 (halbseitig im Ortsteil)  | Schönhausen, Ortslage in Niederschönhausen | 27. Dez. 1841                                    | Außer den Häusern 91 und 92 auf der östlichen Straßenseite gehört die Straße zum Ortsteil Prenzlauer Berg. Nördlich Ecke Schonensche Straße geht der Straßenzug in die Berliner Straße über (die Hausnummern 93–95 existieren nicht). | Blick über die Kreuzung Bornholmer Straße zur Pankower Ecke der Schönhauser Allee                                                                      |
| Schonensche Straße (Lage)           | 0620                           | Schonen, historische Provinz im Süden Schwedens | 15. Sep. 1906                                    | Im Adressbuch 1906 wird sie als Straße 32b mit vier Baustellen genannt. 1907 ist sie wie die umliegenden Straßen mit ihrem Namen eingetragen, sie endete an der Behnsenstraße (heute: Baumbachstraße). Die Namensgebung erfolgte passend zum Nordischen Viertel, der Bebauung entlang der Wisbyer Straße. | Schonensche Ecke Trelleborger Straße westwärts |
| Schulstraße (Lage)                  | 0360                           | Die alte Schule in Pankow lag südlich des vormaligen Dorfangers | um 1899                                          | Die Pankower Gemeindeschule mit Lehrerwohnungen befand sich um 1894 im Haus Nummer 3. Nr. 26: Mietshaus, 1906 (Baudenkmal) Die Straße wurde in den Jahren 2012/2013 grundhaft erneuert, der Baumbestand ergänzt, die Wasserleitungen ausgetauscht und mit Parkhäfen gestaltet. | Ecke Schul- und Grunowstraße ostwärts gesehen |
| Schulzestraße (Lage)                | 0390                           | Wilhelm Schulze (1808–1885), Pankower Kiesgrubenbesitzer, seine Söhne füllten die Gruben wieder auf und legten ab 1886 eine Privatstraße an.                              | 1888                                             | Sie verbindet die Wilhelm-Kuhr-Straße mit der Wollankstraße. Das Haus Nr 2 wurde 1891/1892 nach Entwurf des Architekten Ferdinand Schäfer errichtet und ist ein gelistetes Baudenkmal. | Ecke Schulze- und Wollankstraße |
| Sellinstraße (Lage)                 | 0130                           | Sellin, Ostseebad und Gemeinde auf der Insel Rügen | vor 1910                                         | Sie ist eine Querstraße der Borkumstraße. Bei ihrer Ersterwähnung im Adressbuch 1910 war sie noch unbebaut. | Sellinstraße, von der Borkumstraße nordwärts |
| Selma-Lagerlöf-Straße (Lage)        | 0270                           | Selma Lagerlöf (1858–1940), schwedische Schriftstellerin, erhielt als erste Frau 1909 den Nobelpreis für Literatur                                                        | 14. Jan. 1999                                    | Die hier liegenden Wohn- und Gewerbebauten entstanden ab den 1990er Jahren. Die Straße ist auf einem vorher unbebauten Teil der Arnold-Zweig-Straße östlich der Neumannstraße angelegt worden. | Selma-Lagerlöf-Straße von der Elsa-Brändström-Straße ostwärts                                                                                          |
| Spiekermannstraße (Lage)            | 0390                           | Ferdinand Spickermann (1812–1880, auch Spieckermann), Berliner Arzt und Pankower Grundbesitzer                                                                            | um 1906                                          | Bei der Erschließung der Baugebiete zwischen Berlin und der Stadt Pankow wurde diese Straße 1906 im heutigen Ortsteil Pankow angelegt und erhielt ihren heute noch gültigen Namen. | Spiekermannstraße, von der Prenzlauer Promenade westwärts gesehen                                                                                      |
| Stiftsweg (Lage)                    | 0360                           | Die Straße führte zum 1865 eröffneten zweiten Bau des Pestalozzistiftes                                                                                                   | um 1902                                          | Die Straße nimmt den Straßenbahnverkehr Richtung Pasewalker Straße auf, der Autoverkehr wird über die Damerowstraße zur Autobahn 114 geführt. Der Erweiterungsbau der Pestalozzistiftung entstand ab 1862 im Bereich Mendel-, Achtermann-, Klaustaler und Bleicheroder Straße. | Stiftsweg, von der Damerow- Ecke Breite Straße |
| Stubnitzstraße ()                   | 0310                           | Stubnitz, Waldlandschaft auf Rügen | um 1911                                          | Die Stubnitzstraße war vor der Bebauung des Kissingenviertels (etwa um 1925) bis zur Prenzlauer Allee geplant, als Parallelstraße zwischen der Granitz- und der Friedrichshafener Straße. Im Jahr 1911 wurde ihr Verlauf angegeben zwischen Kissingenstraße und Straße 10. Sie wies zahlreiche Baustellen auf, aber war bereits bis Nummer 92 parzelliert. Die Häuser 1–24 am östlichen Ende der Stubnitzstraße gehören zum denkmalgeschützten Bauensemble Kissingenviertel, 1925–1936. | Stubnitzstraße von der Kissingenstraße aus |
| Susanne-und-Kurt-Crohn-Platz (Lage) |                                | Kurt Crohn (1896–1944), Leiter des jüdischen Krankenhauses Berlin, Opfer des Nationalsozialismus, Susanne Crohn (1898–1986), seine Ehefrau                                | 22. Dez. 2022                                    | Der Platz wird von der Wisbyer Straße, Baumbachstraße, Kurze Straße und Schonensche Straße begrenzt. Vor seiner jetzigen Namensgebung war er der inoffizielle Wisbyer Platz. | |
| Talstraße (Lage)                    | 0280                           | Mit Tal bezeichnete die Verwaltung den Verlauf des Eschengrabens. | nach 1899                                        | Wegen der Nutzung als Verkehrs-Schleichweg wurde um 2005 eine grüne Mittelinsel an der Kreuzung Spiekermannstraße eingerichtet. | Talstraße; Blick von der Herthastraße nordwärts |
| Thulestraße (Lage)                  | 0980                           | Thule, alter Name für Skandinavien | 19. Feb. 1938                                    | Dieser Verkehrsweg wurde um 1890 zusammen mit benachbarten Straßen direkt an der Grenze zu Alt-Berlin angelegt und 1891 Kaiser-Friedrich-Straße zu Ehren des deutschen Kaisers Friedrich III. benannt. Zwei Nürnberger Bankiers hatten das Gelände erworben, konnten es jedoch nur schrittweise bebauen lassen. In den 1890er Jahren waren einige Wohngebäude und ein Schulhaus (zwischen Grundstück Nummer 2 und Prenzlauer Chaussee) aber bereits fertig gestellt. Eine umfangreiche Bautätigkeit setzte erst in den 1920er Jahren ein, wobei kompakte Wohnblöcke im Stil des Neuen Bauens entstanden und ein weiteres Schulhaus (Nr. 49/50). | Thule- Ecke Baumbachstraße ostwärts |
| Tiroler Straße (Lage)               | 0750                           | Tirol, Region in den Alpen | um 1910                                          | Die Bebauung entlang dieser Straße erfolgte erst in den 1920er Jahren. Die Straße geht von der Mühlenstraße ab und ist namensgebend für das Tiroler Viertel. | Tiroler Ecke Toblacher Straße ostwärts gesehen |
| Toblacher Straße (Lage)             | 0180                           | Toblach, Gemeinde im Südtiroler Pustertal | um 1910                                          | Die Straße liegt im Tiroler Viertel und ist eine Querstraße der Esplanade. Auf der östlichen Seite wurde sie ab den 1920er Jahren bebaut. Auf der westlichen Straßenseite begrenzt sie den Andreas-Hofer-Platz. | Toblacher Straße neben dem Andreas-Hofer-Platz von der Esplanade nordwärts                                                                             |
| Trelleborger Straße (Lage)          | 0970                           | Trelleborg, Stadt in der südschwedischen historischen Provinz Schonen | 28. Juni 1907                                    | Um 1898 bis 1905 hieß sie Thurmstraße und zwischen 1905 und 1907 Pfarrstraße, wohl mit Bezug zur Hoffnungs-Kirche am nördlichen Ende. | Trelleborger Ecke Schonensche Straße, Blick nordwärts                                                                                                  |
| Trienter Straße (Lage)              | 0290                           | Trient, Hauptstadt des Trentino, Region Trentino-Südtirol | um 1912                                          | 1902 war die Straße ab Kaiserplatz von der Esplanade nach Norden gehend angegeben, wurde allerdings nicht so angelegt. Im Berliner Adressbuch 1912 ist sie bereits genannt. | Trienter Straße |
| Upsalaer Straße (Lage)              | 0140                           | Uppsala, Großstadt in der schwedischen historischen Provinz Uppland (deutsche Schreibweise ohne Doppel-p)                                                                 | 4. Aug. 1930                                     | Die Straße liegt zwischen Eschengraben und Hallandstraße. Die Bebauung erfolgte im Zusammenhang mit dem Nordischen Viertel zwischen Pankow-Süd und Prenzlauer Berg vor dem Ersten Weltkrieg. | Upsalaer Straße, von Eschengraben nordwärts |
| Vesaliusstraße (Lage)               | 0440                           | Andreas Vesalius (1514–1564), flämischer Anatom | 4. Aug. 1930                                     | Die Straße befindet sich in der Nähe des Pankower Bezirkskrankenhauses. Ein Abzweig erschließt die hier liegenden zehngeschossigen markanten Hochhäuser aus den 1970er Jahren. | Hochhäuser an der Vesaliusstraße · Vesaliusstraße, westliche Altbauseite südlich der Achtermannstraße                                                  |
| Vinetastraße (Lage)                 | 0860                           | Vineta, sagenhafte Stadt an der südlichen Ostseeküste | um 1910                                          | Die Straße, ursprünglich zwischen Berliner Straße und Prenzlauer Promenade vorgesehen, endet seit der Bebauung entlang und östlich der Neumannstraße am Eschengraben. Der hier gelegene U-Bahnhof Vinetastraße war bis 2000 Endbahnhof der heutigen Linie U2. | Vinetastraße, östlich der Berliner Straße |
| Westerlandstraße (Lage)             | 0280                           | Westerland, Ortsteil der Gemeinde Sylt | vor 1910                                         | In ihrem Verlauf von der Berliner zur Vinetastraße gehört sie zur nördlichen Straßenführung in Pankow-Süd. Bei ihrer Ersterwähnung im Adressbuch 1910 war sie noch unbebaut. | Westerlandstraße, von der Berliner Straße westwärts |
| Wetterseestraße (Lage)              | 0140                           | Wettersee, deutscher Name des Vättern, dem zweitgrößten See Schwedens | 4. Aug. 1930                                     | Die Straße liegt zwischen Eschengraben und Hallandstraße. Die Bebauung erfolgte im Zusammenhang mit dem Nordischen Viertel zwischen Pankow-Süd und Prenzlauer Berg vor dem Ersten Weltkrieg. | Wetterseestraße, von der Hallandstraße nach Süden |
| Wilhelm-Kuhr-Straße (Lage)          | 0700 (im Ortsteil)             | Wilhelm Kuhr (1865–1914), Verwaltungsjurist und Kommunalbeamter, von 1906 bis 1914 Bürgermeister der Gemeinde Pankow.                                                     | 1915                                             | Vor 1877 bis 1915 hieß sie Spandauer Straße. Die Straße setzt sich jenseits der Bahnbrücke im Ortsteil Gesundbrunnen fort. Sie bildet die westliche Verlängerung des früheren Dorfangers. Bau- oder Gartendenkmale sind hier: Bürgerpark Berlin-Pankow, der Pankower Gemeindefriedhof I, angelegt 1841, umgebaut 1908 und dem Bürgerpark östlich vorgelagert (Gartendenkmal), das Pumpwerk, 1891–1892 und ein Zweigeschossiges Wohnhaus unter der Hausnummer 1 Ecke Schönholzer Straße. | Wilhelm-Kuhr- Ecke Kreuzstraße, Blick zum Rathaus, Bürgerpark im Rücken · Wilhelm-Kuhr-Straße an der ehemaligen Mauer, Blick zur Nordbahn              |
| Wisbyer Straße (Lage)               | 1000 (halbseitig im Ortsteil)  | Wisby, deutscher Name für Visby, Stadt auf der schwedischen Ostseeinsel Gotland                                                                                           | 23. Aug. 1905                                    | Zum Ortsteil Pankow gehört nur die Nordseite der Straße mit dem Fußweg; die beiden Fahrbahnen, einschließlich Mittelstreifen mit der Straßenbahntrasse und die südliche Bebauung gehören zum Ortsteil Prenzlauer Berg. Nr. 41/42: zusammen mit Gebäudetrakten in der Talstraße, Spiekermannstraße und Max-Koska-Straße entstanden durch den Beamten-Wohnungs-Verein zu Berlin bis 1910 Wohnblöcke nach Plänen von Paul Mebes. Nr. 43/44: Gartenhof, um 1910 (Baudenkmal) Nr. 59–65: Um 1930 entstand diese ausgedehnte Wohnzeile als fünfgeschossige Putzbauten. | Wisbyer Straße: Blick entlang der Ortsteilsgrenze zur Ecke Trelleborger Straße                                                                         |
| Wolfshagener Straße (Lage)          | 0960                           | Wolfshagen im Harz, Luftkurort und Ortsteil von Langelsheim bei Goslar | 20. Mai 1937                                     | Von 1900 bis 1937 hieß sie Hartwigstraße. Hartwig ist ein germanischer Vorname mit der Bedeutung „kühn im Kampf“. Gartenhof mit Brunnen, Vorgarten und Einfriedung, um 1900 (Gartendenkmal) | Wolfshagener Ecke Mendelstraße |
| Wollankstraße (Lage)                | 0760 (im Ortsteil)             | Friedrich Adolph Wollank (1833–1877), Berliner Jurist, Gutsbesitzer und Pankower Amtsvorsteher.                                                                           | nach 1882                                        | Zwischen 1703 und 1877 hieß sie Prinzenweg, danach bis 1882 Prinzenstraße. Die Straße liegt südlich der Bahnbrücke in Gesundbrunnen. Der Straßenzug in Fortsetzung der Breite Straße war der Verbindungsweg von Pankow zum benachbarten Wedding, zu Gesundbrunnen und weiter in den Berliner Westen. Der 1882 vergebene Straßenname ehrt die Familie Wolläncke, die seit dem 16. Jahrhundert in Berlin lebte und Weinberge besaß. Mit dem Erwerb des Gutshofes im Dorf Pankow 1859 begann der wirtschaftliche Aufschwung im Ort. Alte Bäckerei (Wohnhaus, Bäckerei und Stall) von 1860 (Baudenkmal), Franziskaner-Kloster, 1876–1900 (Baudenkmal), Bankhaus, 1906 (Baudenkmal) | Alte Bäckerei in der Wollankstraße · Wollankstraße 130, Eingang zur Alten Bäckerei, Februar 2009                                                       |
| Würtzstraße (Lage)                  | 0200                           | Felix Würtz (1510–1590), Schweizer Wundarzt und Chirurg | 8. Apr. 1930                                     | Vorher war es die Straße 51 V; sie liegt nahe dem Pankower Bezirkskrankenhaus. | Würtzstraße, südlich von der Achtermannstraße |
| Zeiler Weg (Lage)                   | 0480                           | Zeil am Main, Weinstadt in Unterfranken, in der Nähe von Haßfurt | 4. Aug. 1930                                     | Der Zeiler Weg verläuft parallel zwischen Kissingen- und Granitzstraße und gehört mit der gesamten Wohnbebauung (Häuser 1–45 ungerade und 12–46 gerade) zum Gebäudeensemble Wohnanlage Kissingenviertel (siehe Bild), 1925–1936 (Baudenkmal) | Zeiler Weg, von Karlstadter Straße ostwärts |
| Zellerfelder Straße (Lage)          | 0190                           | Clausthal-Zellerfeld, Bergstadt im Harz | um 1912                                          | Die Straße liegt parallel der Klaustaler Straße, 1924 wurden die Bergbaustädte Clausthal (alte Schreibweise: Klausthal) und Zellerfeld vereinigt. | Zellerfelder Straße, Blick von der Achtermannstraße |
| Zellinger Weg (Lage)                | 0140                           | Zellingen, Marktort in Unterfranken | 4. Aug. 1930                                     | Die Eckhäuser Nr. 11 und 12 an der Laudaer Straße gehören zum Gebäudeensemble Wohnanlage Kissingenviertel, 1925–1936 (Baudenkmal) | Zellinger Weg, Blick von der Laudaer Straße |
| Zillertalstraße (Lage)              | 0570                           | Zillertal, südliches Seitental des Inntals in Tirol | um 1911                                          | Die Straße hieß bei ihrer Ersterwähnung im Adressbuch Zillerthaler Straße. Sie ist eine Querstraße der Esplanade und verläuft zwischen Maximilianstraße und Tiroler Straße. Nordwärts ist sie mit der Mühlenstraße verbunden. Die westliche Begrenzung an der Dolomitenstraße lag zwischen 1961 und 1990 im Bereich der Berliner Mauer. | Zillertalstraße nahe Mühlenstraße, Blick westwärts |

## Einige einstige oder geplante Straßen und Plätze
Im Folgenden sind Anmerkungen zu historischen Straßennamen aufgeführt, die nicht in der Tabelle beschrieben sind. Im Jahr 1875 weist das Berliner Adressbuch (Vororte) erst elf Straßen für Pankow aus.
Folgende Straßen und Plätze zählen seit der Reform der Bezirksgrenzen aus dem Jahre 1938 zum Ortsteil Gesundbrunnen und sind in der entsprechenden Straßenliste enthalten. Im Jahr 1894 gehörten sie zur Landgemeinde Pankow, dem Vorort außerhalb der Weichbildgrenze, die am Eschengraben entlang südlich der Esplanade verlief:
- Gottschalkstraße,
- Nordbahnstraße,
- Sternstraße
- Schmidtstraße (jetzt Kattegatstraße)

| Name; ggf. Bild; Lage             | Namensherkunft | wann benannt  | wann geändert            | Anmerkungen; Link auf den aktuellen Namen |
| --------------------------------- | --- | ------------- | ------------------------ | --- |
| An der Schönholzer Brücke         | Schönholzer Brücke | vor 1890      | unbekannt                | Dieser offizielle Straßenname erschien um 1890 im Adressbuch. Als wichtiger Anlieger wurde das Rettungshaus 'Siloah' genannt; Eigentümer des Areals war das Magdalenenstift aus Plötzensee. |
| Behnsenstraße                     | Ein zuverlässiger Hinweis auf den Namensursprung ließ sich bisher nicht finden. Doch das Berliner Adressbuch 1894 enthält J. Behnsen Bankdirektor. Möglicherweise war er Direktor der Immobilien-Verkehrs-Bank und hatte die neu angelegte Straße nach sich benennen lassen. | 1895          | 1909                     | Im Jahr 1901 befanden sich drei Grundstücke im Eigentum der Immobilien-Verkehrs-Bank. → Baumbachstraße |
| Biesalskistraße (Lage)            | Konrad Biesalski (1868–1930), Orthopäde | 4. Aug. 1930  | 20. März 1939            | Sie war ein 200 Meter langer als Straße 53 IV projektierter Verkehrsweg. Die Straße war als Verbindung zwischen Galenus- und Achtermannstraße geplant, wurde jedoch nicht ausgeführt. Heute ist die Lage mit WBS-70-Blöcken überbaut. |
| Blekinger Weg (Lage)              | Blekinge, eine Küstenlandschaft in Südostschweden um Karlskrona | um 1932       | um 1960 aufgehoben       | Nach dem Bebauungsplan wurde sie in den 1920er Jahren als Straße 28, Abt. I angelegt. Sie war noch 1943 unbebaut. Der Name und die Trassierung wurden um 1961 aufgehoben. Seit den in den 1960er Jahren errichteten Bauten in der Thulestraße ist noch ein namenloser Fußweg erhalten. |
| Communicationsweg (Lage)          | Communicationswege waren Ende des 19. Jahrhunderts zumeist Wege in die Felder oder Gärten am Rande der Orte | vor 1875      | 1903                     | Im Adressbuch von 1894 ist der Communicationsweg eine Querstraße der Florastraße. In Pankow führte die Straße zum „Nassen Dreieck“, das seit den 1850er Jahren von der Stettiner und 1860er Jahren der Nordbahn begrenzt wurde. Im Jahr 1900 ist ein Durchgang zur Brehmestraße genannt. → Gaillardstraße |
| Elmstraße                         | Elm, Bergrücken im Harzvorland | 17. Sep. 1938 | 30. Juli 1947            | Die nach dem jüdischen Arzt benannte → Mendelstraße wurde in der NS-Zeit umbenannt. Man wählte einen Bezug zur Namensgebung umliegender Straßen. Die Rückbenennung der Straße in der Nähe des Pankower Krankenhauses nach dem Arzt erfolgte nach der Beendigung der Naziherrschaft 1947. |
| Friedrichshafener Straße (Lage)   | Friedrichshafen, Stadt am Bodensee | um 1900       | um 1920                  | Die geplante rund 650 Meter lange Straße lag zwischen Kissingenplatz ungefähr in der Trasse des heutigen Zeiler Weges bis zur Prenzlauer Promenade. Während der Projektierung und Planung des Kissingenviertels wurden die Bebauungspläne geändert und der Verlauf völlig aufgegeben. Die parallel geplante Stubnitzstraße wurde dagegen verkürzt.                                                                                   |
| Hartwigstraße (Lage)              | Hartwig, Name mehrerer Bischöfe und Pfalzgrafen | vor 1900      | 20. Mai 1937             | Sie ist eine 960 Meter lange Straße, die 1937 umbenannt wurde. → Wolfshagener Straße. |
| Heinersdorfer Weg                 | Richtung nach dem damaligen Berliner Vorort Heinersdorf | vor 1877      | 1890                     | Bereits in den 1870er Jahren entstanden hier einige Wohnhäuser, die keine Nummerierung erhalten hatten, sondern nach ihren Eigentümern bezeichnet wurden. → Damerowstraße |
| Johannes-R.-Becher-Straße (Lage). | Johannes Robert Becher, Dichter und Politiker | 26. Juni 1971 | 5. Dez. 1991             | Die → Breite Straße (der Pankower Anger) erhielt zu DDR-Zeiten den Namen von Becher, weil dieser im damaligen Stadtbezirk gewohnt und unter anderem den Text der Nationalhymne der DDR verfasst hatte. Nach Senatsbeschluss erfolgte die Rückbenennung, obwohl es mehrere Breite Straßen in Berlin gab/gibt. |
| Kaiser-Friedrich-Straße (Lage)    | Kaiser Friedrich | 1891          | 19. Feb. 1938            | → Thulestraße. |
| Konstanzer Straße (Lage)          | Konstanz, größte Stadt am Bodensee | vor 1912      | vor 1930                 | Die Straße war vom Kissingenplatz schräg nach Südosten geplant, wurde allerdings nicht angelegt. Sie wurde mit der Planung im Kissingenviertel vor 1930 aufgehoben. Auf Karten von 1926 ist sie noch eingezeichnet, aber 1932 befindet sich auf Karten an dieser Stelle eine „Spielwiese“. Heute liegt das Kissingenstadion im Bereich der geplanten Straße, östlich begrenzt vom einseitig bebauten Retzbacher Weg.                 |
| Lindenpromenade                   | Linden, Erstbepflanzung | um 1909       | 27. März 1936            | Um 1910 zwischen Berliner Straße und Trelleborger Straße bereits mit Wohnhäusern auf drei von sechs Parzellen vorhanden. → Elsa-Brändström-Straße |
| Lindenweg                         | Linden | um 1889       | 1904                     | → Kavalierstraße |
| Pfarrstraße                       | „Pfarracker“, Flurstück | 1905          | 28. Juni 1907            | Pfarrstraße und Thurmstraße erhielten als ineinander übergehende Straßen 1907 den gemeinsamen Namen → Trelleborger Straße. |
| Prinz-Heinrich-Straße (Lage)      | Heinrich von Preußen | vor 1912      | 18. März 1938            | → Hallandstraße |
| Prinzenweg, Prinzenstraße         | Prinz, Bezeichnung für die Nachkommen eines Herrschers. | um 1703       | 1877 (Weg) 1882 (Straße) | Bereits Ende des 17. Jahrhunderts trug der Weg zum Schloss den Namen Prinzenweg. Nach seiner Befestigung bezeichnete man ihn als Prinzenstraße. Hier hieß der Weg der Prinzen vom Kleintiergehege im Wedding zum Schloss Niederschönhausen nach seinen Nutzern. Das Gehege im Bereich des heutigen Ortsteils Wedding lag in der Trasse der Bellermann-, Stettiner und Grüntaler Straße und bestand nur wenige Jahre. → Wollankstraße |
| Schloßstraße (Lage)               | Zufahrt zum Schloss Schönhausen | vor 1875      | 25. Mai 1948             | Sie liegt größtenteils auf Niederschönhauser Gebiet und hieß von 1791 bis zum Ende des 19. Jahrhunderts Dorfstraße nach Niederschönhausen. → Ossietzkystraße. |
| Spandauer Straße                  | Berlin-Spandau, Richtung | vor 1877      | 1915                     | Südlich der Nordbahn gelegen, gehörte sie um 1900 zur Landgemeinde Pankow (im Gegensatz zur späteren Bezirkseinteilung und dadurch der Lage im Ortsteil Gesundbrunnen) → Wilhelm-Kuhr-Straße |
| Steegerstraße                     | Fritz Steeger (1844–1915), Unternehmer und Grundbesitzer in Pankow | 1900          | um 1930                  | 1900 wurde die Straße als Sackgasse ab der Wollankstraße angelegt. Sie verfügte lediglich über ein Grundstück. Im Jahr 1918 wurde sie bis Gesundbrunnen weitergeführt. Seit den mehrfachen Bezirksgrenzenänderungen gehört sie vollständig zu Gesundbrunnen, → Steegerstraße. |
| Stettiner Weg                     | Stettin, Bezug zur Stettiner Bahn | um 1903       | 1906                     | → Hadlichstraße |
| Stiftweg                          | Elsabeth-Stift | vor 1908      | unbekannt                | Der Weg setzte an der Damerowstraße an und war 1908 noch nicht bebaut. |
| Thurmstraße                       | Wasserturm, der 1892 an der Ecke Kaiser-Friedrich-Straße (heute Thulestraße) erbaut worden war. | um 1898       | 28. Juni 1907            | → Trelleborger Straße |
| Wilhelmplatz (Lage)               | Kaiser Wilhelm II. | um 1890       | aufgehoben               | Er wurde um 1890 in Verlängerung der Esplanade (200 Meter östlich der Stettiner Bahn) geplant. Der Platzname ehrte Wilhelm II., der zum Zeitpunkt der Projektierung residierte. Der Platz lag etwa an der heutigen Kreuzung Trienter Straße Ecke Esplanade. Er wurde allerdings nicht als Platz gestaltet, sondern spätestens bei der Planung des Tiroler Viertels aufgehoben.                                                       |
| Weißenseer Weg                    | Weißensee, Richtung zur Nachbargemeinde | überliefert   | um 1905                  | Der Weg verlief von Pankow nach Weißensee, die Prenzlauer Chaussee querend, im Zuge der Rothenbachstraße durch Heinersdorf zur Rennbahnstraße in Neu-Weißensee. → Hadlichstraße |

## Weitere Örtlichkeiten von Pankow

### Kleingartenanlagen

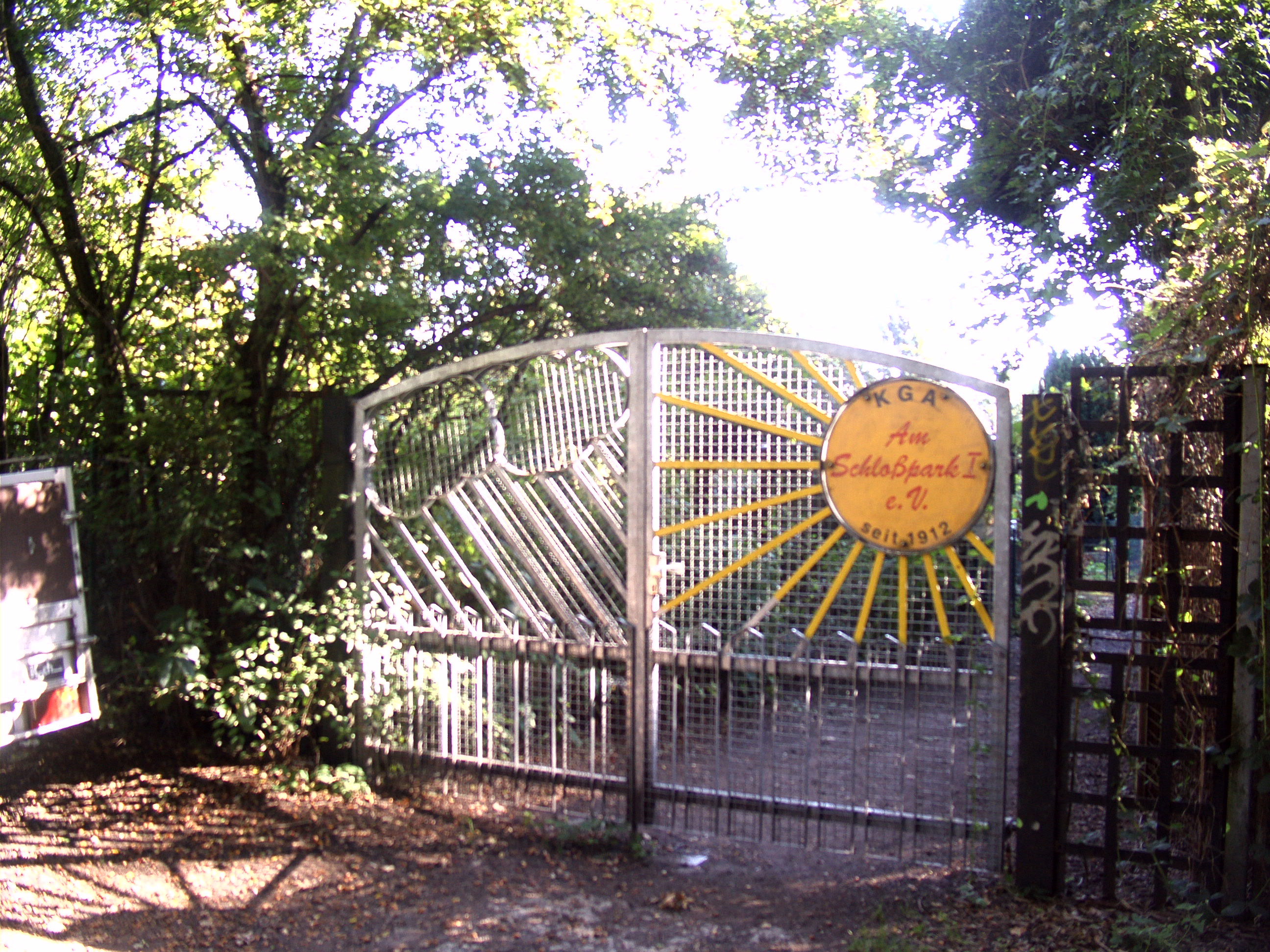
Eingangstor der KGA ‚Am Schlosspark‘

Die vormaligen Vereinskolonien (Kleingartenanlagen; KGA) in Pankow haben vorwiegend den Status von Kleingartenanlagen (KGA) nach Bundeskleingartengesetz und sind zumeist im Bezirksverband der Gartenfreunde Pankow e. V. organisiert. Einige ursprünglich im Ortsteil gelegene KGAn mussten verschiedenen Bauprojekten weichen. So wurde die Vereinskolonie Kissingen 1926 wegen der Wohnbauten im Kissingenviertel aufgehoben und 1928 als KGA ‚Kissingen II‘ in Rosenthal neubegründet. Weitere Kleingartenanlagen gab es vor der Bebauung der Flächen im Bereich der Arnold-Zweig-Straße zwischen Prenzlauer Promenade und Neumannstraße. Anlagen befinden sich noch in angrenzenden Ortsteilen, so auf der östlichen Seite der Prenzlauer Promenade (Ortsteil Heinersdorf) oder wie die KGA ‚Parkidyll-Schüßler‘ und ‚Pankeglück‘ auf Niederschönhauser Flur.
- KGA ‚Am Schloßpark I‘, KGEP 03044 (Wolfshagener Straße 129, Lage), 1912 gegründet, 36 Parzellen, 15.000 m² Fläche. Die Gesamtanlage besteht vom Freibad zu Mendelstraße folgend aus der KGA Schloßpark I, KGA Schloßpark II und der KGA Möbius, jeweils von der Wolfshagener Straße bis zu Am Schloßpark. Eine durch den Flächennutzungsplan gesicherte Anlage[144] auf Privatland.

- KGA ‚Eschengraben‘ (Lage), 1976 gegründet, fünf Parzellen. Sie befindet sich hinter den Häusern der Trelleborger Straße zwischen Hallandstraße und Eschengraben und ist nicht im Kleingartenentwicklungsplan enthalten.[145]

- KGA ‚Famos‘ (KGEP 030062) (Brehmestraße 28, Lage), 1921 gegründet, 72 Parzellen. Sie besteht aus dem Teil Dolomiten- bis Maximilianstraße entlang der Bahntrasse (Lage auch KGA Maximilianstraße mit 6.000 m²) und der Fläche nördlich des Bahndamms beidseits der Brehmestraße (westlich der Heyn-/Maximilianstraße), südlich begrenzt vom Damm des nicht mehr vorhandenen Verbindungsgleises Schönholz–Pankow. Die Anlage liegt auf Privatland, davon sind 40 Parzellen gesichert,[144] dagegen sind 33 Parzellen auf 13.764 m² ungesicherte Kleingärten.[146]

- KGA ‚Schüßler‘, KGEP 03106, (Schloßallee 2, Lage), 1919 gegründet, 117 Parzellen auf 47.039 m² landeseigenem Pachtland. Die KGA liegt beidseits der Panke von der Schloßparkbrücke III bis zur Strauchwiesenbrücke auf einer herausspringenden Fläche des Ortsteils bis an die Niederschönhauser Schloßstraße. Es ist eine dauerhaft geschützte Anlage.[147] Im Regionalen Bezugssystem ist die KGA mit dem Straßenschlüssel 08837 zum Ortsteil Niederschönhausen zugeordnet. Laut der Karte 1:5000[148] liegt die KGA aber im Ortsteil Pankow.

### Wohnsiedlungen
- Siedlungs- und Gartengemeinschaft ‚Insel Rügen‘ (Lage), zwischen Binz- und Borkumstraße. Mit einer Fläche von 35.998 m² bildet sie eine Grünfläche, die Querstraßen der Binz- und Borkumstraße unterbricht. Die vormals als Kleingartenanlage betriebene Gemeinschaft ist nicht mehr im Kleingartenentwicklungsplan (Ausgabe 2014) enthalten.[145] Auf Wunsch der Kleingärtner wurde der Status geändert, sodass die Anlage nach Baurecht geändert werden kann und nicht den Restriktionen des Bundeskleingartengesetzes unterliegt. Auf Grund dieser Statusänderung wurde der auf dem Gelände der Anlage „Insel Rügen“ eG in Berlin-Pankow befindliche Privatweg in „Insel-Rügen-Weg“ benannt.

### Parks und sonstige Freiflächen

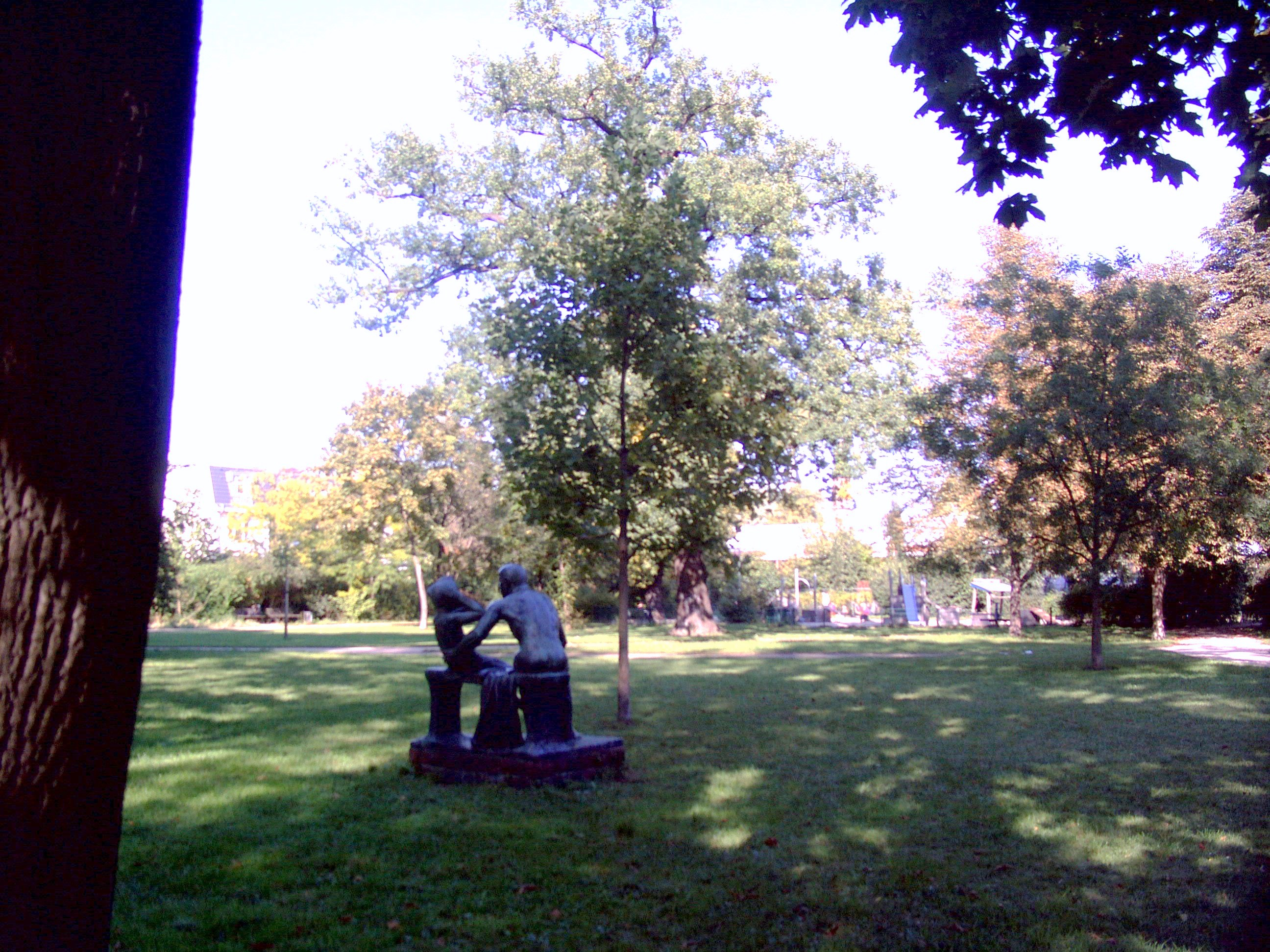
Bleichröderpark von der Schulstraße her

Der Ortsteil Pankow hat durch die innenstadtfernere Lage im Bezirk Pankow ausgedehnte Frei- und Grünflächen sowie öffentliche Spielplätze, dazu gehören auch die im Ortsteil gelegenen Teile des Pankewegs (Teilstück des Nord-Süd-Wegs) und des Mauerwegs.
- Amalienpark

- Bleichröderpark[150] (Lage), südlich des Pankower Angers benannt nach der jüdischen Bankiersfamilie Bleichröder. Der Park umfasst etwa das Gelände vom vormaligen Grundstück der Familie, das in den 1930er Jahren enteignet wurde. Der Park wurde am 25. April 2003 eröffnet.[151]

- Bürgerpark (Lage), am westlichen Ortsteilrand führt die Grünfläche zum Friedhof III und zu den vormaligen Schönhauser Fichten. Benannt von den Bürgern der Gemeinde Pankow, im Gegensatz zum benachbarten Schlosspark Niederschönhausen.

- Paule-Park, benannt nach dem Pankower Maler Paul Schultz-Liebisch. (Lage), Er wurde im Zusammenhang mit den Bauarbeiten am Rathaus-Center Pankow zwischen Pestalozzistraße Nr. 1–4 und hinter dem Center in der Breite Straße eingerichtet und 2006 eröffnet.[152]

- Ein namenloser öffentlicher Park (Lage) Wisbyer Straße, Nummern 56, 57 und 58 / Baumbachstraße, Nummern 1 und 2 / Schonensche Straße, Nummern 16 und 17 / Kurze Straße, Nummern 1 und 3 mit einer Fläche von 6.300 m².

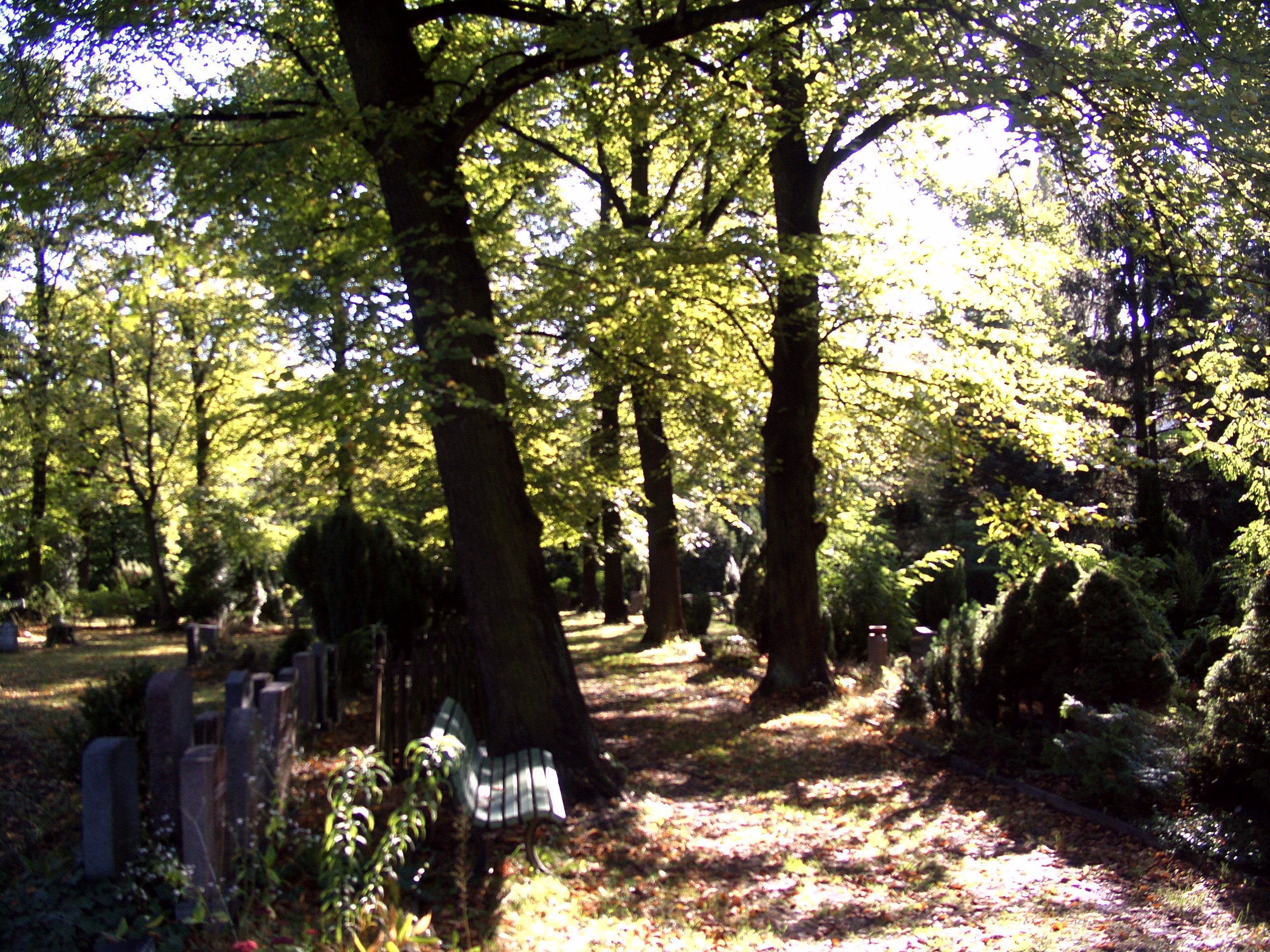
Landeseigener Friedhof Pankow II an der Gaillardstraße

- Auf Pankower Gelände liegen die beiden stillgelegten Friedhöfe Pankow I (Lage, Friedhofspark) an der Kreuzstraße und Pankow II (Lage, noch Nachbeisetzungen möglich) an der Gaillardstraße, die als „Erster bzw. Zweiter Gemeindefriedhof Pankow“ angelegt wurden. An der Kreuzstraße wurden durch die Friedhofsverwaltung einige alte Grabsteine vor deren Verkauf gegen Devisen gesichert, so besitzt dieser Friedhof auch durch die Lage neben dem Bürgerpark den Charakter eine Friedparks.

- Von historischer Bedeutung ist der 400 Meter lange namenlose Grünstreifen, der auf der Fläche der Berliner Mauer entstand.[153] Er führt beginnend am Panke-Rückhaltebecken von der Wilhelm-Kuhr- und über die Wollankstraße hinweg an der S-Bahn-Trasse entlang. Hinter den Häusern der Schulzestraße ist er vom S-Bahnausgang Sternstraße des Bahnhofs Wollankstraße durch den nördlichen Ausgang zu erreichen. Zwischen 1961 und 1989 stand hier auf Pankower Seite sowie im Weiteren auf 400 Metern hinter den Häusern der Brehmestraße auf dem Hofgelände die Berliner Mauer. Für die Mauer wurden Anfang der 1960er Jahre Quergebäude abgerissen, um die Baufreiheit für die Grenzanlagen zu schaffen. An diese Situation erinnert der (zugängliche) Kolonnenweg hinter den Häusern der Schulzestraße. Eine Gestaltung des Grünzugs Mauerweg ist vorgesehen.[154]

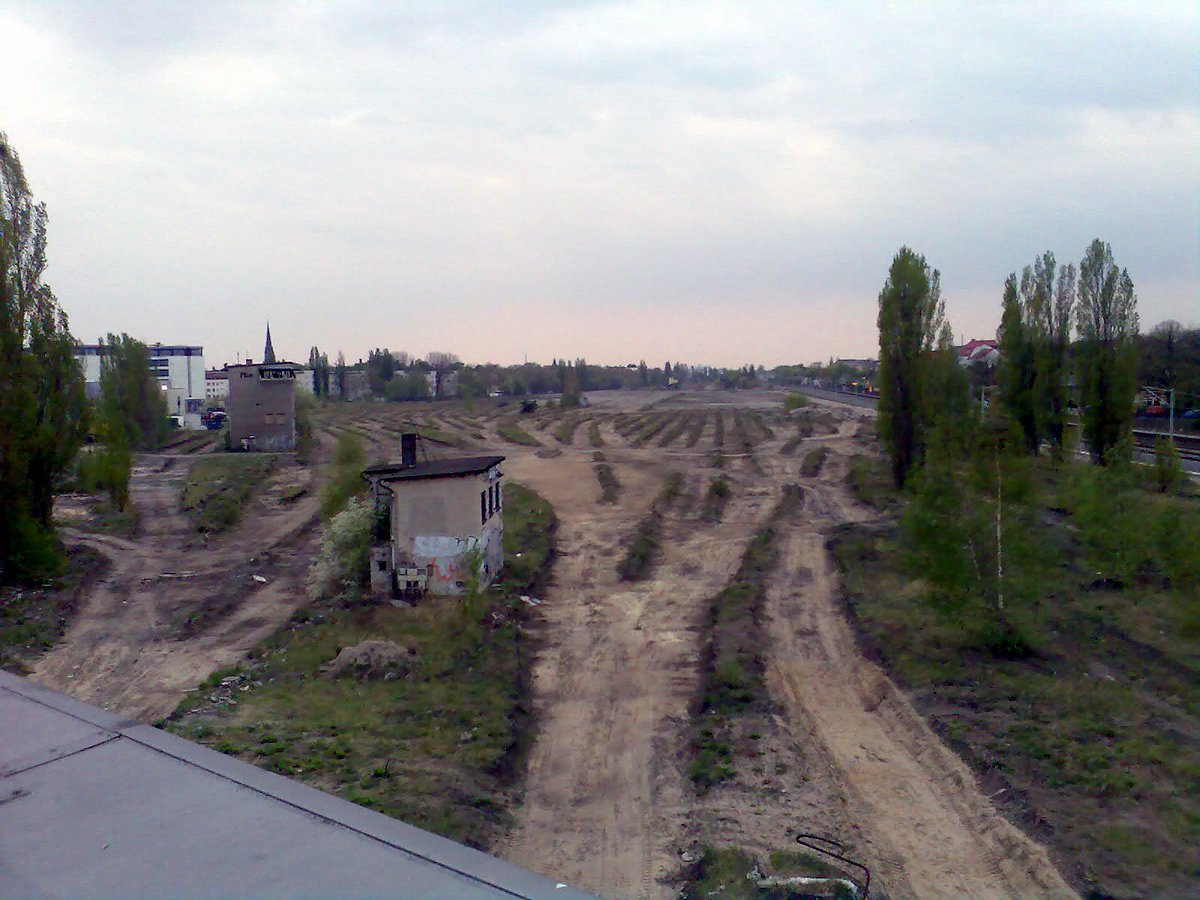
Der ehemalige Güter-/ Rangierbahnhof 2007

- Das „Nasse Dreieck“ (Lage) zwischen den Gleisanlagen der Nordbahn und der Stettiner Bahn nördlich der Bahnbrücke Esplanade gehört zu Pankow. Ab 1897 verlief ein Güter-Verbindungsgleis vom Güterbahnhof Schönholz zum Rangier- und Güterbahnhof der Stettiner Bahn, dessen Verlauf heute die Südgrenze der KGA Famos markiert.[155] Die dreieckige Fläche beträgt bei den Abmessungen Ost-West 350 Meter und mit Schenkeln Süd-Ost 415 Meter und Süd-West 370 Meter mithin 41.800 m². Diese Fläche war zu Mauerzeiten nicht zugänglich. In der südlichen Ecke befinden sich Einrichtungen der Bahnstromversorgung; um 1900 war hier ein Betriebshof der Siemensbahn zwischen Gesundbrunnen und Pankow.[156] Der heute verrohrte Eschengraben durchfloss bis zu Beginn des 20. Jahrhunderts den südlichen Zipfel.[157] Nach der Wende wurde dort eine Schredderanlage für Mauersegmente installiert. Als Offenlandschaft in den 1990er Jahren geplant, ist es in den 2010er Jahren noch Ödland und inoffizieller Hundeauslaufplatz.[156]

- Rangier- und Güterbahnhof der Stettiner Bahn (Lage): Die zwischen der S-Bahn-Trasse Pankow–Heinersdorf und der Granitzstraße gelegene, in den 2010er Jahren öde und beräumte Fläche ist bis 2025 als Bauland und Bebauungsfläche vorgesehen: Projekt Pankower Tor (Stadtpark, Einkauf, Schule).[158] Die Fläche mit einer Länge von 1500 Metern und einer maximalen Breite von 200 Metern setzt sich jenseits der Autobahnbrücke mit dem stillgelegten Lokschuppen fort und führt bis zur Straße Am feuchten Winkel.

- Im Ortsteil verlaufen Teile[159] der Bundesautobahn 114:
  - AS Prenzlauer Chaussee: Einfahrt von Prenzlauer Chaussee mit einer Länge von 210 Metern, Straßenschlüssel nach RBS: 99352, in Stufe III (örtliche Straßenverbindung)
  - AS Prenzlauer Chaussee: Hauptfahrbahn nach Norden mit einer Länge von 170 Metern, Straßenschlüssel nach RBS: 99350, in Stufe I (großräumige Straßenverbindung)